# Stanislav Podhrázský
Stanislav Podhrázský (10. listopadu 1920 Pejhov – 20. května 1999 Praha) byl český malíř, sochař a restaurátor. Patří k výjimečným figuralistům české malby druhé poloviny 20. století.

## Život
Stanislav Podhrázský se narodil v rodině zednického mistra v Pejhově (nyní Pýchov – část obce Nová Včelnice) na Pelhřimovsku a v blízkém Jindřichově Hradci se vyučil malířem pokojů v malířské škole vídeňského dekoratéra Emila Dvířky. Roku 1936 odešel do Prahy a pokračoval v učení ve firmě Černý na Žižkově. Bydlel v rodině legionáře Nováka, kde namaloval své první portréty; amatérsky boxoval.
V letech 1942–1944 navštěvoval řezbářskou speciálku profesora Františka Kmenta na Státní ústřední škole bytového průmyslu v Praze na Žižkově.
V roce 1945 byl přijat na Vysokou školu uměleckoprůmyslovou v Praze do ateliéru prof. Františka Tichého. Jeho spolužáky byli Zbyněk Sekal, Josef Lehoučka a od roku 1947 rovněž Mikuláš Medek. Do roku 1949 měl možnost navštěvovat přednášky prof. Václava Nebeského, významného teoretika českého a francouzského moderního umění, člena skupiny Tvrdošíjní. Mikuláš Medek, ovlivněný meziválečným surrealismem a obeznámený s revue Minotaurus, přinesl podněty surrealismu i mezi své spolužáky. V době studií se Podhrázský stýkal se spořilovskými surrealisty, kam patřil jeho spolužák Libor Fára. Přestěhoval se do Tomášské ulice na Malé Straně, kde bydlel do roku 1990.
Po únorovém komunistickém převratu byli ze školy vyloučeni Miloslav Chlupáč a Mikuláš Medek. Studia ukončil obhajobou klauzurní práce Velký akt roku 1950, ale podobně jako Zbyněk Sekal odešel ze školy bez složení státní závěrečné zkoušky, neboť nebyl schopen vyhovět novým komunistickým ideologickým požadavkům. V psychickém rozrušení napadl policistu a byl hospitalizován v psychiatrické léčebně v Dobřanech, kde dostával elektrošoky. Z léčebny byl propuštěn, když se za něj zaručil Miloslav Chlupáč. V letech 1951–1953 v důsledku psychického onemocnění téměř netvořil a zničil řadu svých surrealistických plastik i obrazů z doby studií, které měly příliš drásavý osobní význam a svou intenzitou ho ohrožovaly.
Díky Podhrázského zkušenosti s řemeslem ho Josef Wagner přizval ke svým zakázkám při restaurování. Od roku 1952 se živil jako restaurátor fresek nejprve ve Fričovcích na Slovensku (se Z. Palcrem a M. Chlupáčem), později ve Strakonicích, Písku a Klatovech (1955–1956, se Z. Palcrem a M. Medkem). K volné tvorbě se vrátil roku 1955.
Roku 1956 se oženil s Olgou Milotovou a díky jejímu zaměstnání v reklamní firmě Rapid měl možnost získávat zahraniční publikace o výtvarném umění a malířích renesance a manýrismu. Následujícího roku se narodila dcera Jana (Jana Chytilová), ale manželství se krátce nato rozpadlo.
Krátce byl členem Umělecké besedy a od roku 1957 členem skupiny Máj 57, se kterou vystavoval až do jejího zániku (1964). První samostatnou výstavu (společně se Zdeňkem Palcrem) měl v Alšově síni Umělecké besedy v Praze (1960).
Roku 1963 se spolu se Z. Sekalem zúčastnil zájezdu SČSVU do Leningradské Ermitáže a ve stejné době se sblížil s Jaroslavou Červenou, která se za něj provdala v roce 1968.
V letech 1963–1973 trávil léto s dalšími umělci (V. Kiml, J. Jíra, M. Preclík) v Nezabudickém mlýně na Berounce a často navštěvoval své rodiště.
Od poloviny 60. let měl několik samostatných výstav, a to v Praze (1966, 1969), Brně (1966), Hradci Králové, Chebu (1969), Karlových Varech (1971) a Litoměřicích (1972). Roku 1968 podnikl svou jedinou cestu do Itálie (autobusový zájezd SČSVU, Benátky, Ravenna, Florencie).
S počátkem normalizace byl z existenčních důvodů nucen vrátit se k restaurování a od roku 1974 do roku 1987 pracoval v týmu restaurátorů vedených Olbramem Zoubkem (Z. Palcr, V. Boštík ad.) na zámku v Litomyšli. V Litomyšli vzniklo jedno z důležitých center neoficiální kultury, do něhož patřili kupř. filozof Petr Rezek nebo spisovatelka Libuše Moníková, kterou pobyt v Litomyšli inspiroval k napsání románu Fasáda.
V roce 1981 zakoupilo Centre Georges Pompidou v Paříži z iniciativy kunsthistoričky Jany Tvrzníkové (provdané Claverie) a Františka Šmejkala čtyři Podhrázského kresby.
V sedmdesátých a osmdesátých letech nemohl samostatně vystavovat. Jedinou výjimku představuje výstava v Městském kulturním středisku v Dobříši, připravená Vladimírou Eidernovou-Koubovou a Marií Černou v lednu 1982. Vernisáž se stala kulturní událostí, které se zúčastnili mj. teoretik Jindřich Chalupecký a ředitel Národní galerie Jiří Kotalík.
V roce 1990 musel Podhrázský opustit svůj ateliér a byt na Malé Straně a přestěhoval se s manželkou Jaroslavou do činžovního domu na Vyšehrad. V prvních letech zde ještě maloval menší formáty, ale stísněný prostor nevyhovoval jeho potřebě svobody, kterou bezpodmínečně potřeboval k tvorbě, a od poloviny devadesátých let již netvořil.
Roku 1991 měl důležitou výstavu v pražské Nové síni, kterou kurátorsky připravil Jan Kříž a instaloval Zdeněk Palcr, roku 1995 výstavy v SGVU v Náchodě a GMU v Roudnici nad Labem. Posmrtnou retrospektivní výstavu a katalog připravil Jan Kříž v Litomyšli a ČMVU v Praze roku 2001. Dosud nejrozsáhlejší posmrtnou retrospektivní výstavu a souborný katalog Podhrázského díla připravila Marie Klimešová roku 2013 v Galerii hlavního města Prahy, Dům U Kamenného zvonu.
Stanislav Podhrázský se po celý život přátelil s Miloslavem Chlupáčem a Zdeňkem Palcrem a dopisoval si se Zbyňkem Sekalem, který žil v emigraci ve Vídni. Zemřel v Praze 20. května 1999.

## Dílo
V ateliéru Františka Tichého se kladly přísné požadavky na zvládnutí kresby a objemu podle modelu a příklon řady jeho studentů k surrealismu lze vysvětlit i přetlakem agresivity, kterou ventilovali osobní a společenská traumata z války a následujícího komunistického převratu roku 1948. Tvorba mladé generace surrealistů po roce 1945 tak už neměla s původním programem surrealistů mnoho společného.  Nejstarší kresba aktu z roku 1946, která se z ostatního díla vymyká, prozrazuje ovlivnění Podhrázského českým poetismem. Počátkem studia chápal Podhrázský kresbu až hypersenzitivně, jako nebezpečnou činnost, která může člověka poškodit. S procesem tvorby se identifikoval do té míry, že ho vnímal nejen jako hledání pravdy, ale otázku života a smrti. Seznámení se surrealismem mělo na hypersenzitivní povahu Podhrázského dramatický účinek a nabídlo mu tvůrčí svobodu. Jeho dílo z té doby má intuitivní až medijní charakter a vyznačuje se malířskou kulturou.
Potřeba vytvořit ve své tvorbě magický vnitřní prostor souvisela s psychofyzickou potřebou autora. Četné odkazy k manýrismu v obrazech Podhrázského souvisejí s jeho silným vnímáním genia loci v místě jeho bydliště na Malé Straně, kde "cítil přítomnost rudolfinských malířů z blízkého Jánského vršku a Vlašské ulice", i s jeho dlouholetou bezprostřední zkušeností s restaurováním renesančních sgrafit na zámku v Litomyšli.

### Sochy
V letech 1947–1948 vznikly sochy silně ovlivněné surrealismem – Jeptiška (sádra, zničeno) a halucinatorní úzkostná vize Jeníček (sádra, Národní galerie v Praze), které nemají v tehdejší sochařské tvorbě žádnou paralelu a jsou považovány za výraznou hodnotu českého poválečného surrealismu. Surrealistické východisko mají i sochy Kabát (1948) nebo Popelník (1948). Plastika Nohy (1948) vznikla jako pracovní model pro kresebné studie dívčích postav.
V 60. letech, kdy byl Podhrázský ovlivněn tvaroslovím soch M. Chlupáče i Z. Palcra, se nakrátko vrátil k sochařství. Jeho Stojící torzo (1964) je asambláží abstraktních prvků, Dvě hlavy (1964), odkazující k nyní nezvěstné plastice Hlava z roku 1948, reprezentují téma vratkosti a zastavení v pohybu. Torzo z roku 1965 je výrazem existenciální tísně - jemně modelovaná dívčí postava je zakončena krabicí jako symbolem psychického úkrytu, které mění sochu v objekt. Podhrázského vlastní varianta k Palcrovým sedícím postavám z konce 50. let (Sedící figura, 1968) je sestavena ze soustavy modelovaných balvanů a odkazuje k dílu Henry Moora. Schematicky strohou sochu Šermíř (1964, GVU Náchod) vytvořil pravděpodobně jako volný model pro postavu muže z obrazu Dvojice (1965).

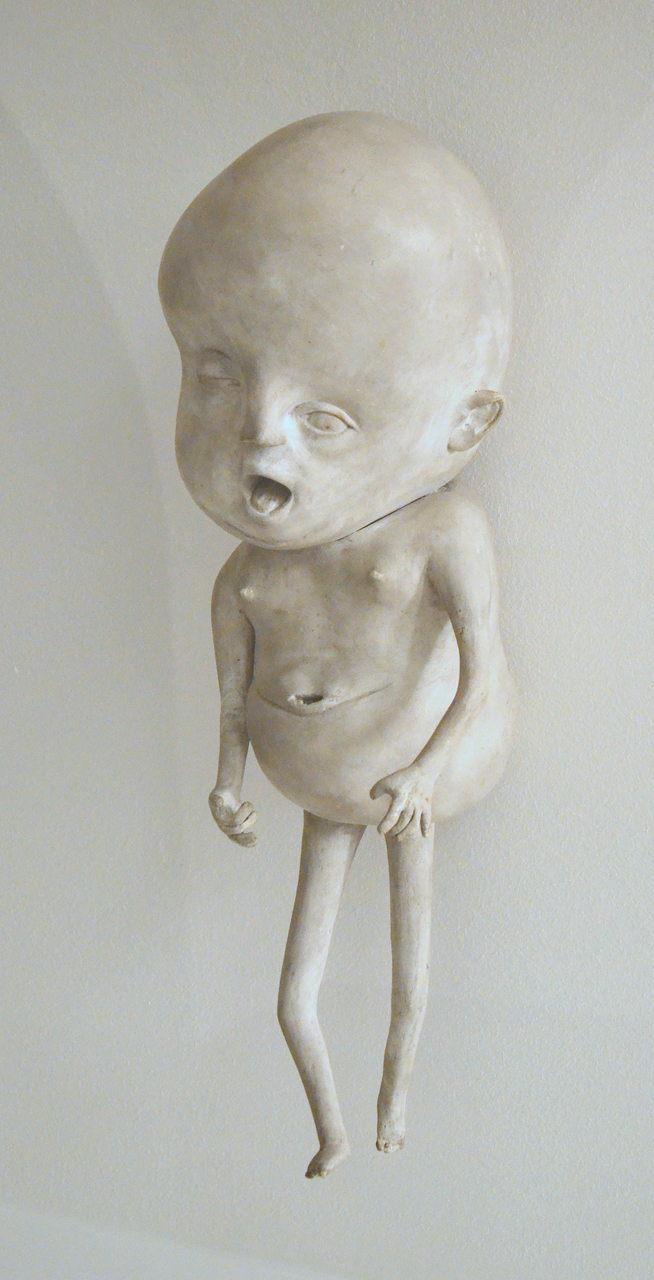
Jeníček (1948), sádra, Národní galerie Praha
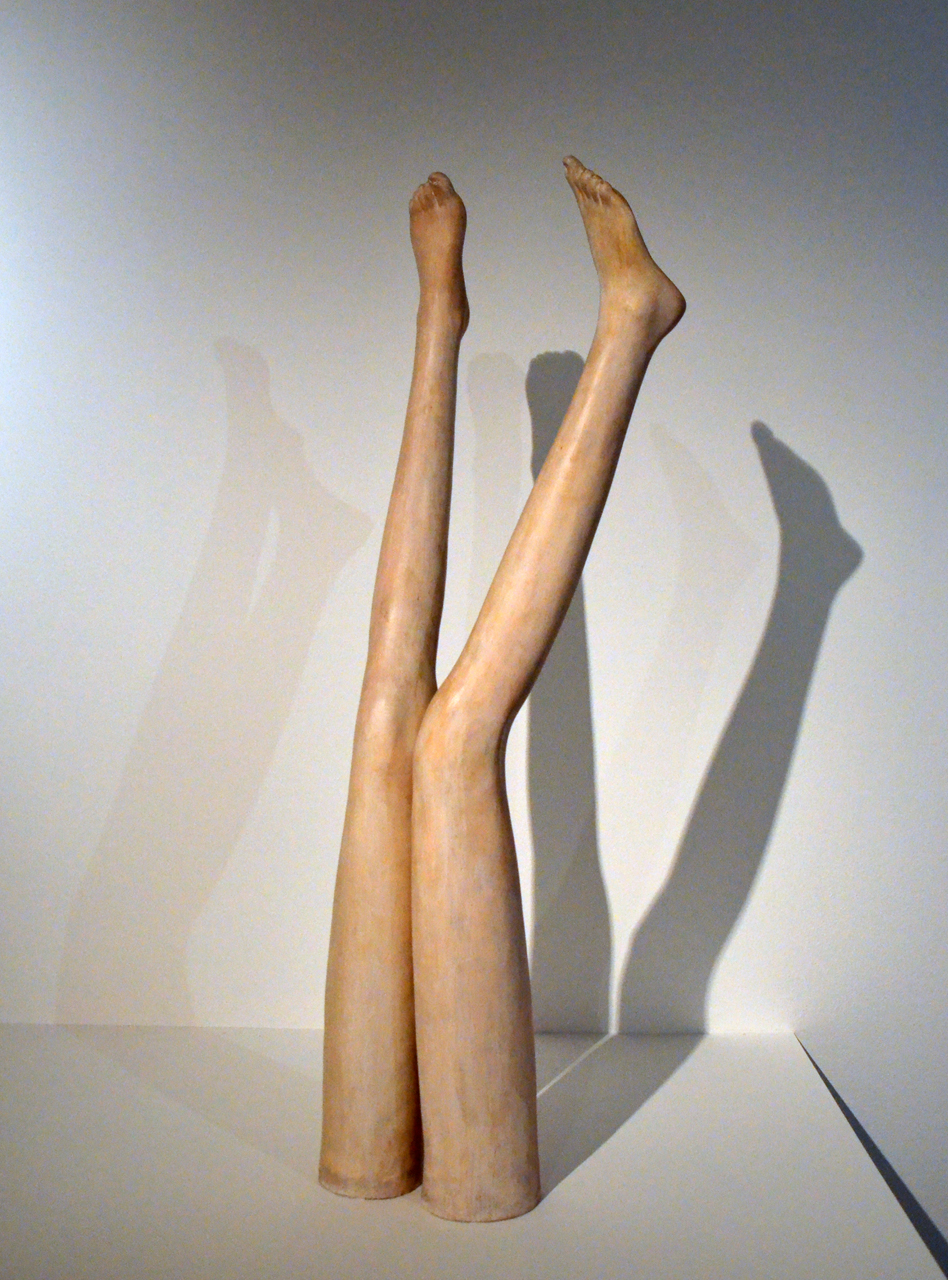
Nohy (1948), patinovaná sádra
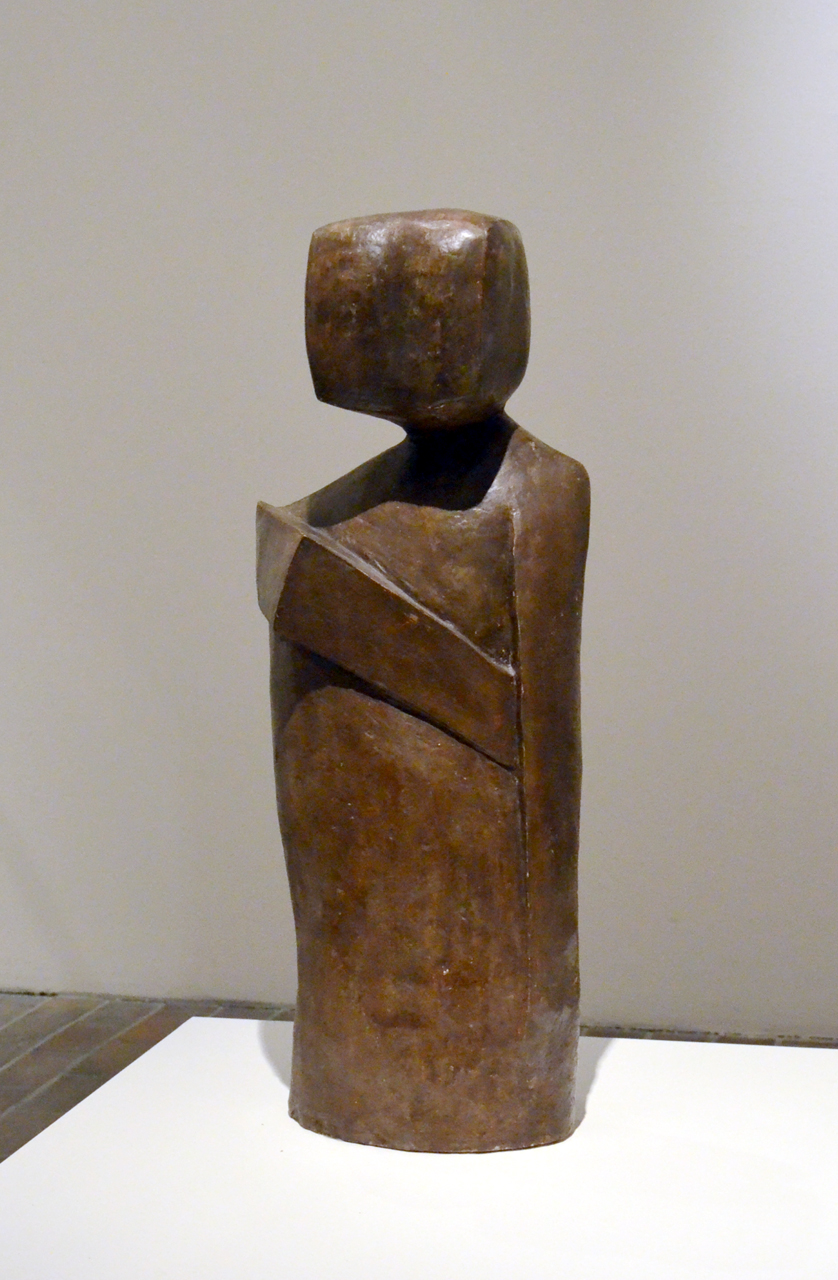
Šermíř (1964), GVU v Náchodě
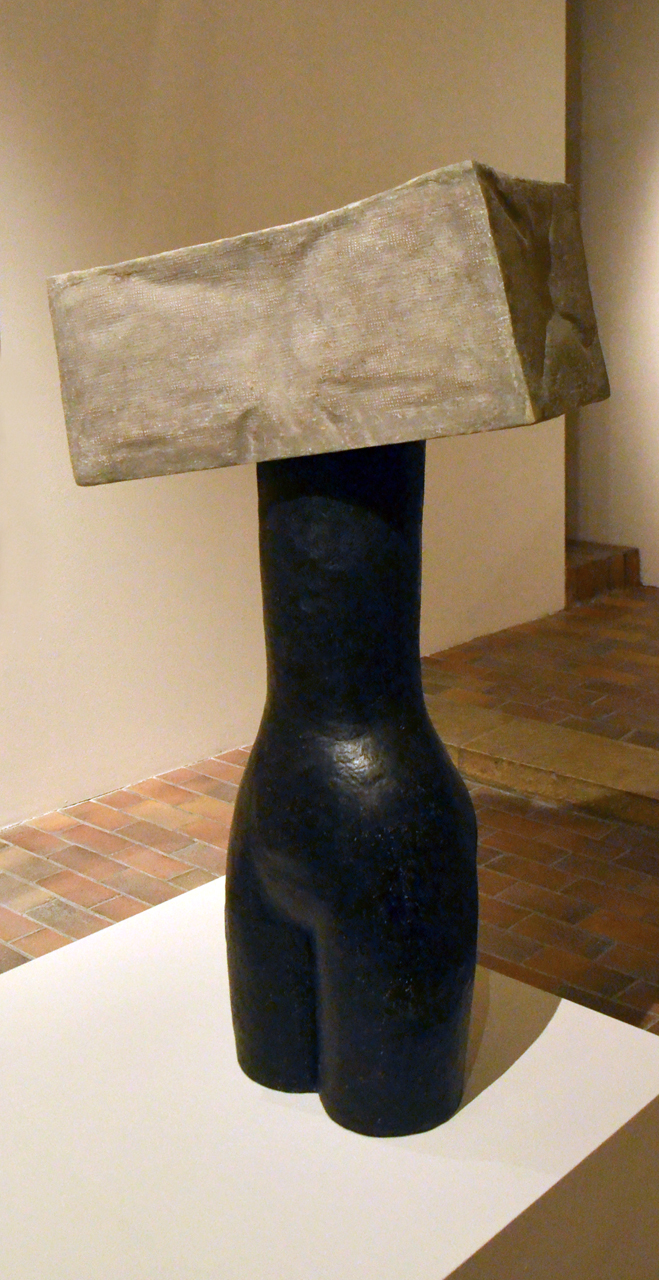
Torzo (1965)
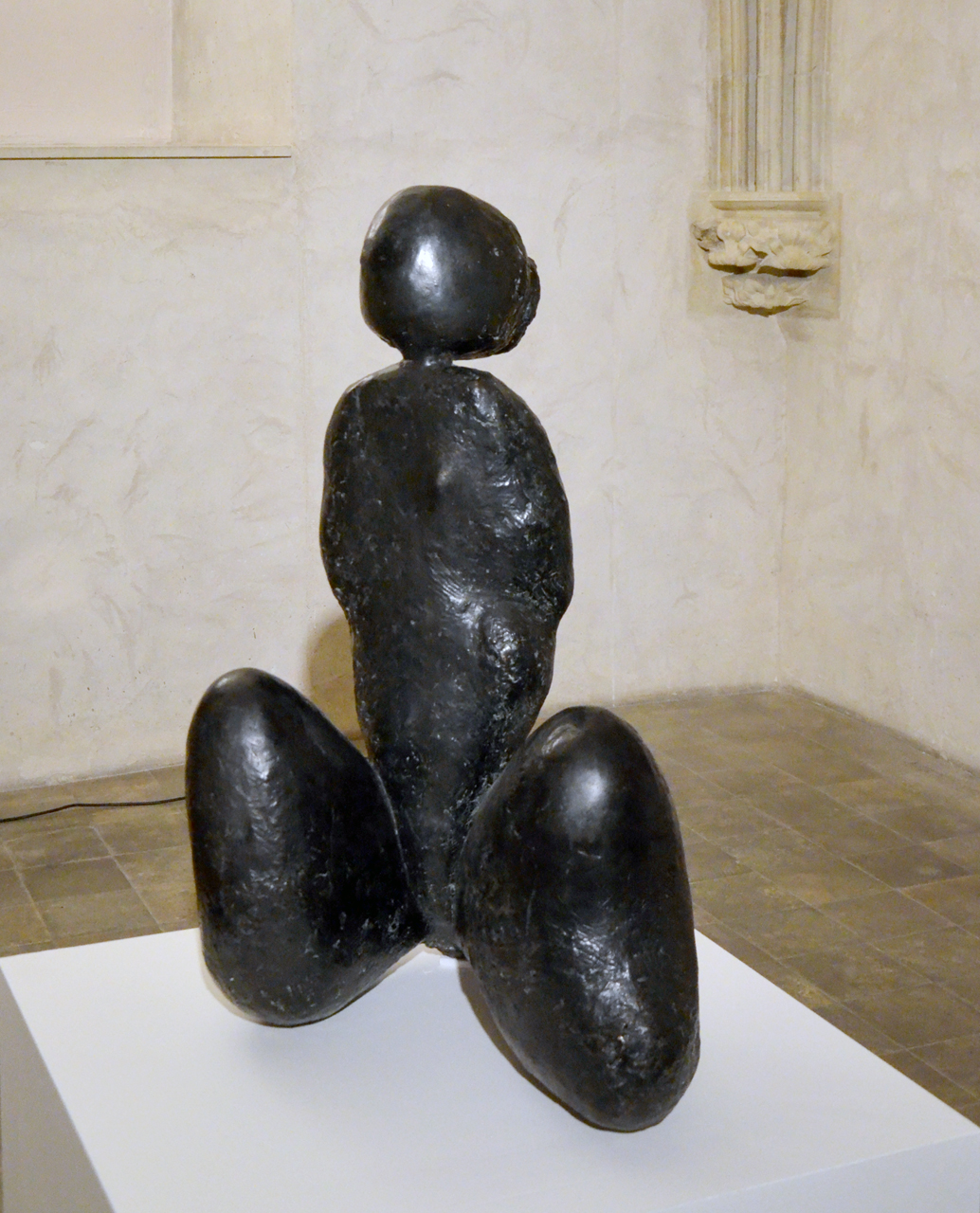
Sedící figura (1968)

### Kresby a malba
Stanislav Podhrázský je znám především jako bravurní kreslíř a malíř. Koncem 40. let byl jako řada příslušníků generace (Medek, Sekal, Fára) ovlivněn surrealismem. Tato perioda byla poměrně krátká, protože děsivá osobní zkušenost se zkoumáním vlastního podvědomí autora od dalších experimentů odradila. Nejvýznamnějšími díly tohoto období jsou Hlava v plísni (1948) a reflexe generačního pocitu Imaginace strachu (1949). Obraz je agresivní metaforou úděsné doby po komunistickém převratu 1948. Z technických objevů surrealistů využívá při práci na obrazové ploše gratáž nebo dekalk.
Již během studií vznikl stylizovaný Akt (1946), který je pozoruhodný zejména světelnou modelací uhlové kresby. Jeho absolventskou prací byla mírně nadživotní kresba uhlem – Velká studie aktu (1950). Také pozdější velkoformátové kresby jsou převážně studiemi dívčích postav, tváří a rukou. Kresba uhlem je někdy kombinována s pastelem (Kresba III, 1956).
V kresbách i malbách z poloviny 50. let, kdy se vrátil k volné tvorbě, používá spíše formální atributy surrealistické malby – nedefinovaný prostor bez perspektivy se záhadnými předměty, motivem expanzivních tělesných dutin a rostlinstvem obklopující dívčí postavy (Dívka u stolu, 1956, Kresba III, 1956). Surrealistická mytologizace reality v opakujícím se motivu rozbitého džbánu symbolizuje přechod do dospělosti a ztrátu nevinnosti ( Rozbitý džbán, 1956). Podhrázského mohla ovlivnit tehdy vydaná divadelní hra Heinricha von Kleista - Rozbitý džbán (Orbis, 1954), v níž viník vyšetřuje zločin, který sám spáchal. Motiv dobře ilustruje pokrytectví tehdejší komunistické nomenklatury. Dva monumentální pastely s motivem rozbitého džbánu z roku 1956 mohly být soutěžními návrhy Podhrázského pro novostavbu Biofyzikálního ústavu ČSAV v Brně (1957).
Obrazy Podhrázského mají komplikovaný obsah, spojující osobní a obecně platné významy. V uhlové kresbě s pastelem Rozbitý džbán (1956) už rozbitý džbán u dívčiných nohou otevírá svět poznání a touhy, symbolizovaný velkým květem orchideje nad její hlavou a mohutnou vertikálou stromu s trny. Dalším motivem kreseb se stalo téma doteku a tělesné intimity figurálních dvojic - milenců nebo matky s dítětem na klíně (Milenci, 1956, Mateřství, 1956). Podhrázský v časovém úseku od 50. do poloviny 60. let vytvořil velké množství uhlových kreseb na balicím papíře, které tvořily jakýsi vzorník motivů a často měly dokonalé definitivní provedení. Některé studie naznačují inspiraci fantaskním světem Hieronyma Bosche, jiné existenciální úděs nebo eroticky podbarvenou agresi. V kresbě Dívky s květinami (1958) prochází ženské tělo metamorfózou v květinu (nebo naopak). Tři kresby z tohoto souboru byly počátkem 80. let vybrány pro nákup Centre Pompidou v Paříži (Dívka a květina, 1955, Křičící dívka, před 1959, Nohy, konec 50. let).
V letech 1957-1959 vytvořil sérii uhlových  kreseb s dívčími poloakty. Část z nich navazuje na předchozí surrealistickou tvorbu a vyznačuje se deformacemi fyziognomie s hypertrofovanými tělesnými znaky a vypjatou vyzývavou tělesností. Jejich tělesnost jako symbol plodnosti a touhy má archetypální povahu (Akt, 1957). Druhá část je smyslově subtilní, s komplikovanými gesty rukou upravujícími vlasy. Představují tak spíše lyrickou emoci, kterou byl zaplaven ve svém snu. Samostatným živlem a emotivním centem díla jsou až do 60. let dívčí vlasy (Česající se dívka, 1967). K imaginativním souvislostem jeho tvorby odkazuje zneklidňující motiv odvrácené figury (Posluchačka, 1969)

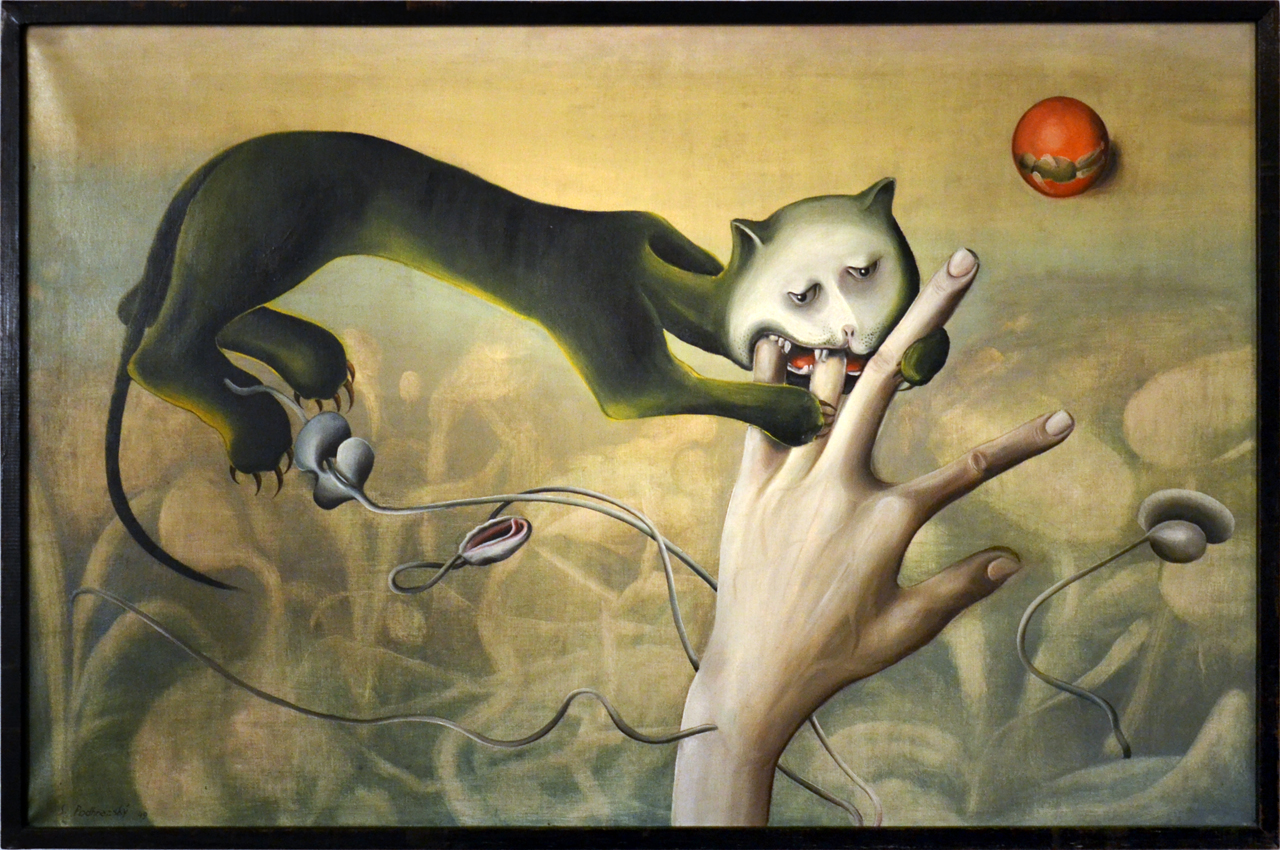
Imaginace strachu (1949), olej, AJG Hluboká nad Vltavou
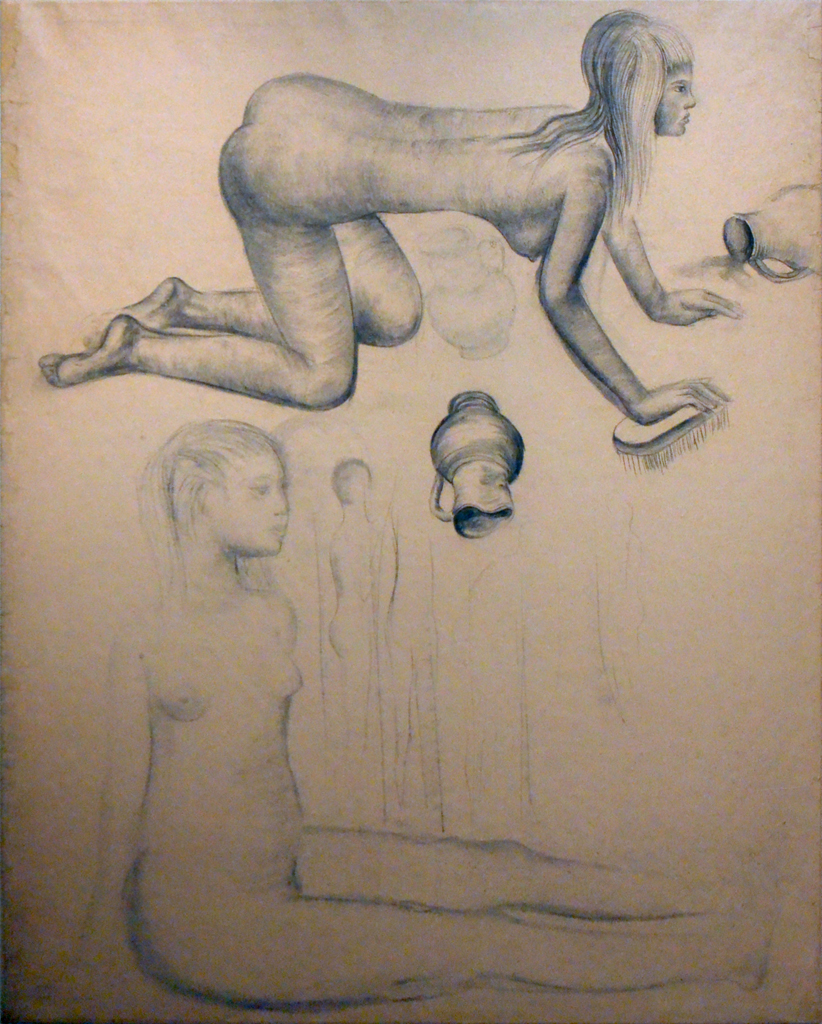
Kresba I, (1955), uhel, Galerie hlavního města Prahy
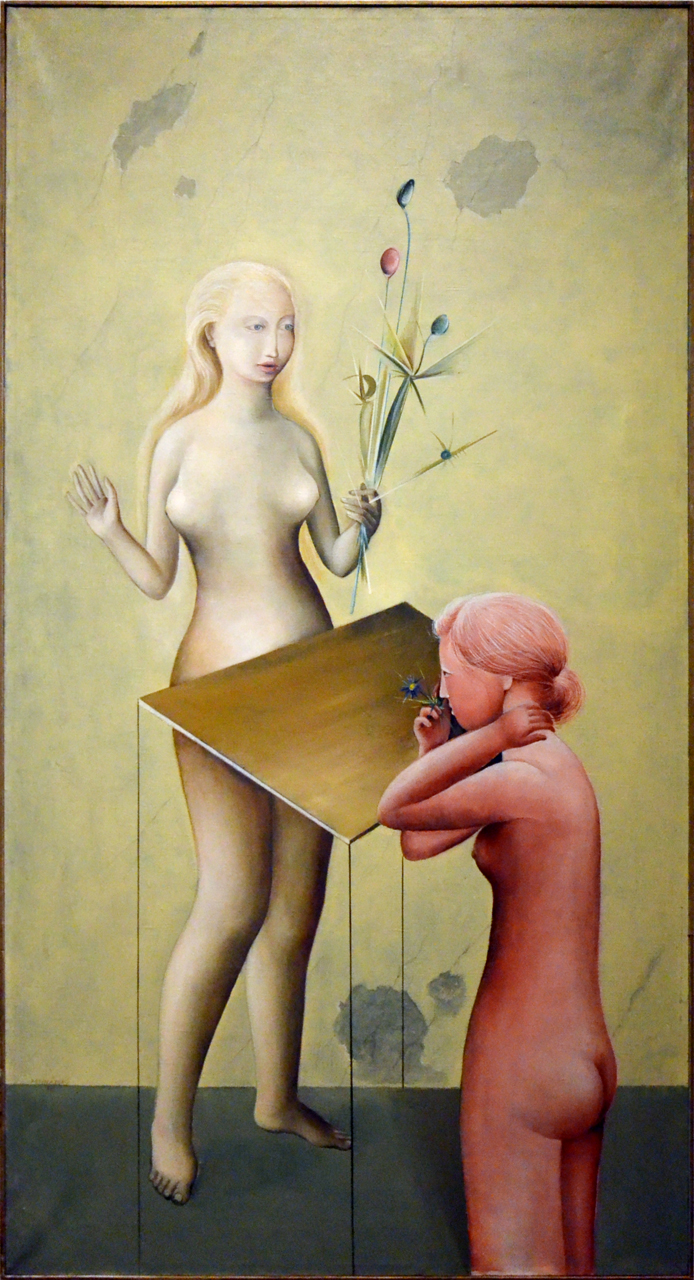
Dívky u stolu (1956), olej, GMU Hradec Králové
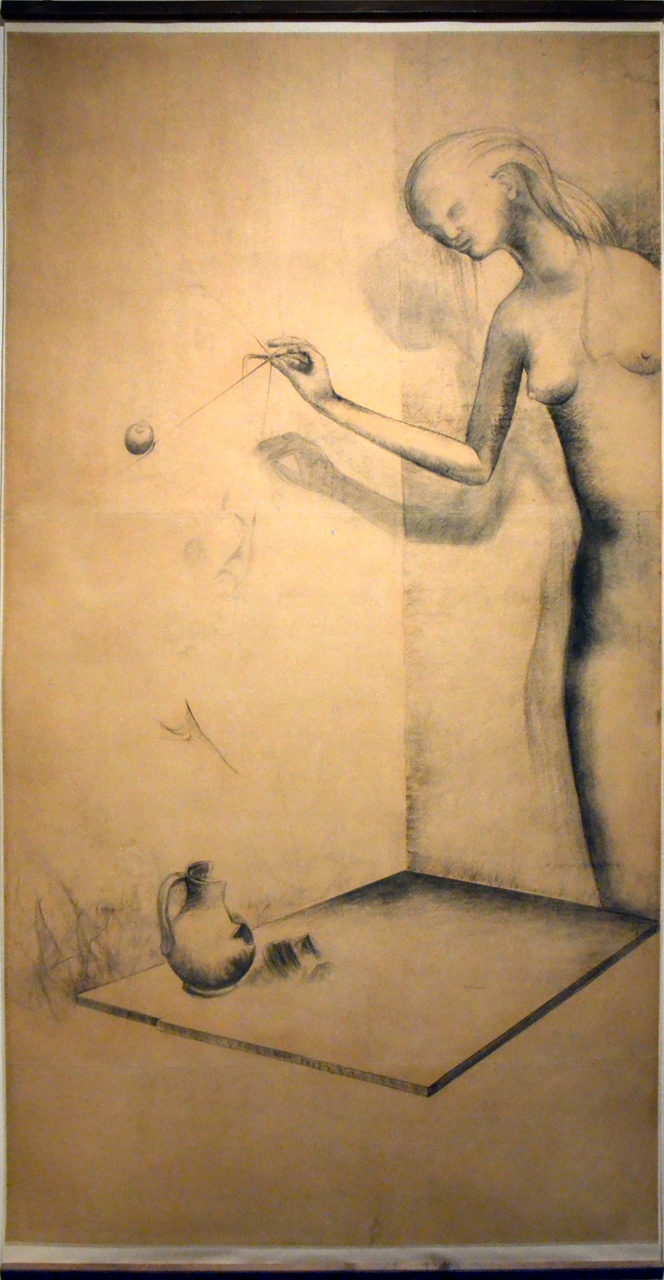
Rozbitý džbán (1956), uhel na papíře
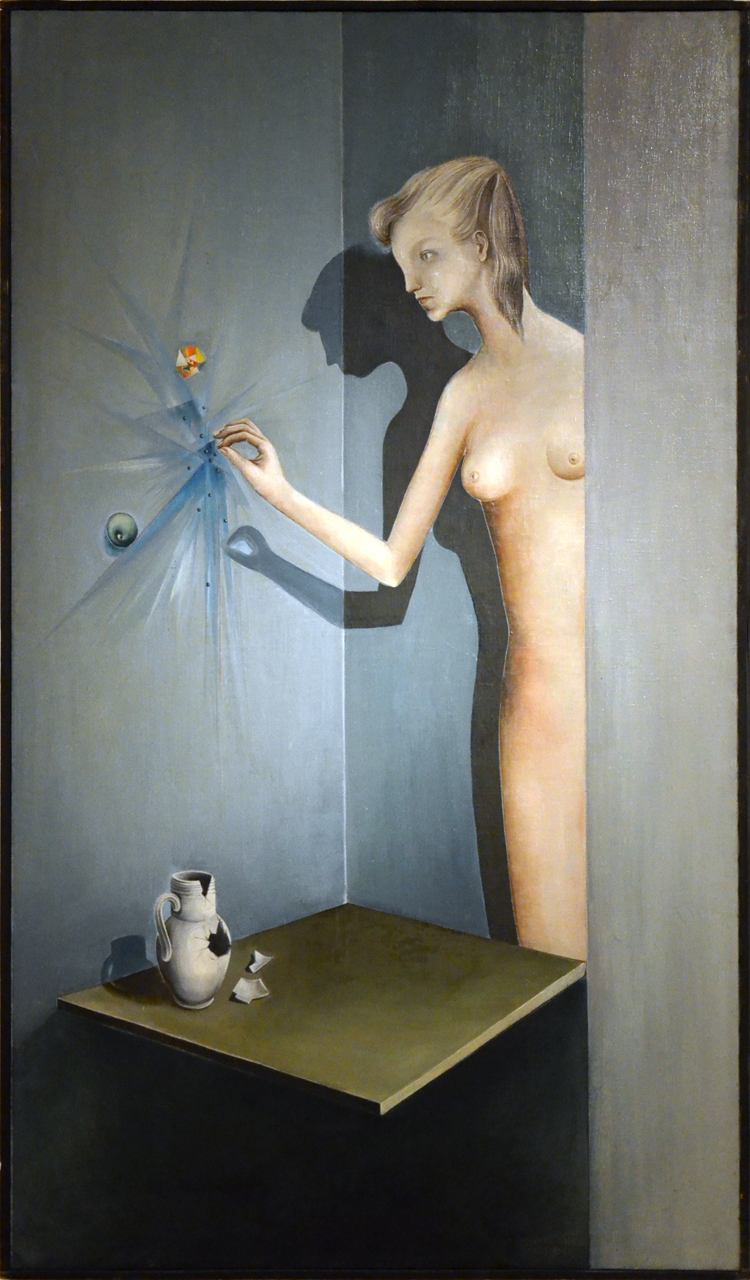
Dívka u stolu (1956), olej, AJG Hluboká nad Vltavou

Jeho postavy dívek na pomezí dětství a ženskosti, balancující na hraně čistoty a hříchu, ukazují křehkou hranici mezi dvěma tvářemi lidské existence. Styl Podhrázského maleb upomíná na raně renesanční Masacciovu fresku Vyhnání z ráje (1424), ze které převzal patos a podobný ženský typ. Odkazem surrealismu jsou záhadné biomorfní útvary a předměty přenesené odjinud, případně citace jiných autorů. Jako variaci na Medkův obraz Den a noc (1956) zřejmě Podhrázský maloval své Dvě dívky (1956), do obrazu Neděle (1957) zasadil v pozadí Rothmayerovy židle známé z fotografií Josefa Sudka, Dívky na poli (1959) opakují motiv z Milletových Sběraček klasů (1857). V obrazech Podhrázský užívá jemné valéry barev, jeho modelace postav je manýristicky stylizovaná a blízká některým autorům z předválečné skupiny Tvrdošíjných, zejména Kremličky a Zrzavého. Opakovaně se vrací také k tématu milenců, v němž se soustředí na smyslový prožitek postav.
V 60. letech malíř více používá špachtle, soustřeďuje se na strukturu malby a často zcela potlačuje objem i perspektivu (Pole, 1961; Hlava, 1962). Podhrázského experimentování z počátku 60. let formálně vybočuje z jeho dosavadní tvorby a blíží se strukturální malbě (Interiér lesa, 1963) nebo volně kombinuje jednotlivé prvky formou koláže (Krajina, 1960). V malbě zkouší enkaustiku (Pole, 1961) nebo dosahuje zajímavých efektů kombinací oleje a syntetického emailu, jakou používá Mikuláš Medek (Dvojice, 1965; Jana, 1966), ale brzy se vrací k malbě olejem.

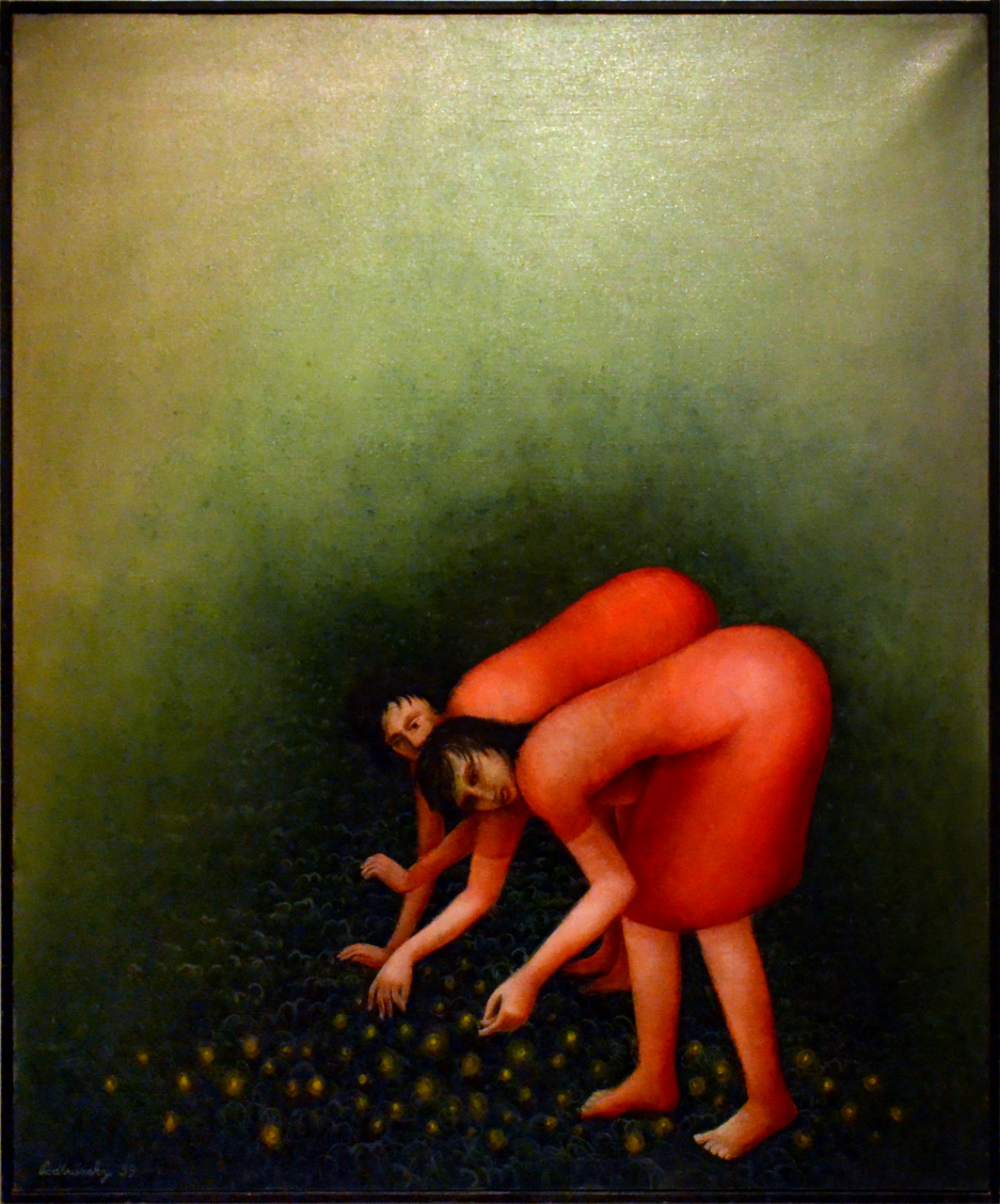
Dvě dívky na poli (1959), olej
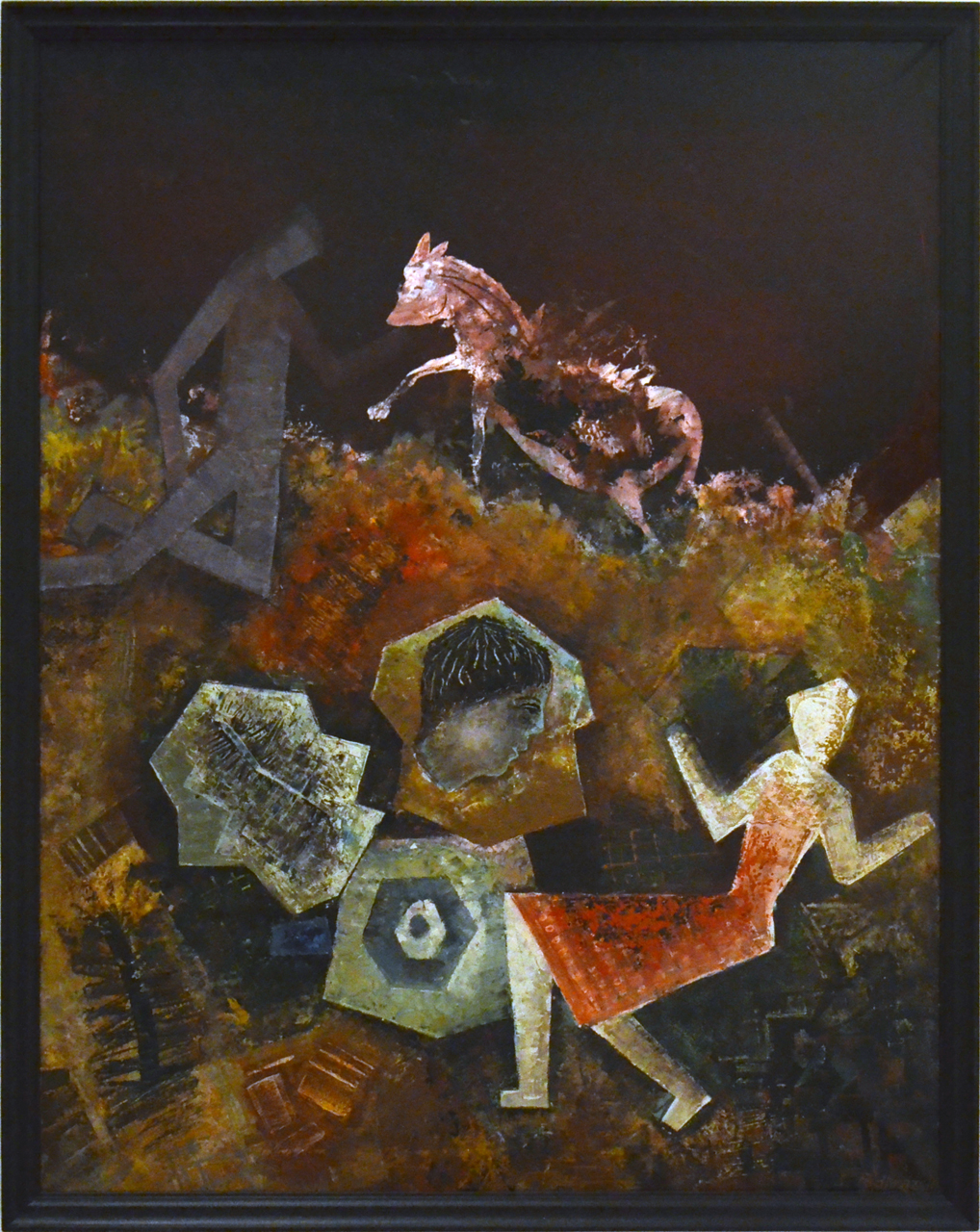
Krajina (1960), olej, GVU Cheb
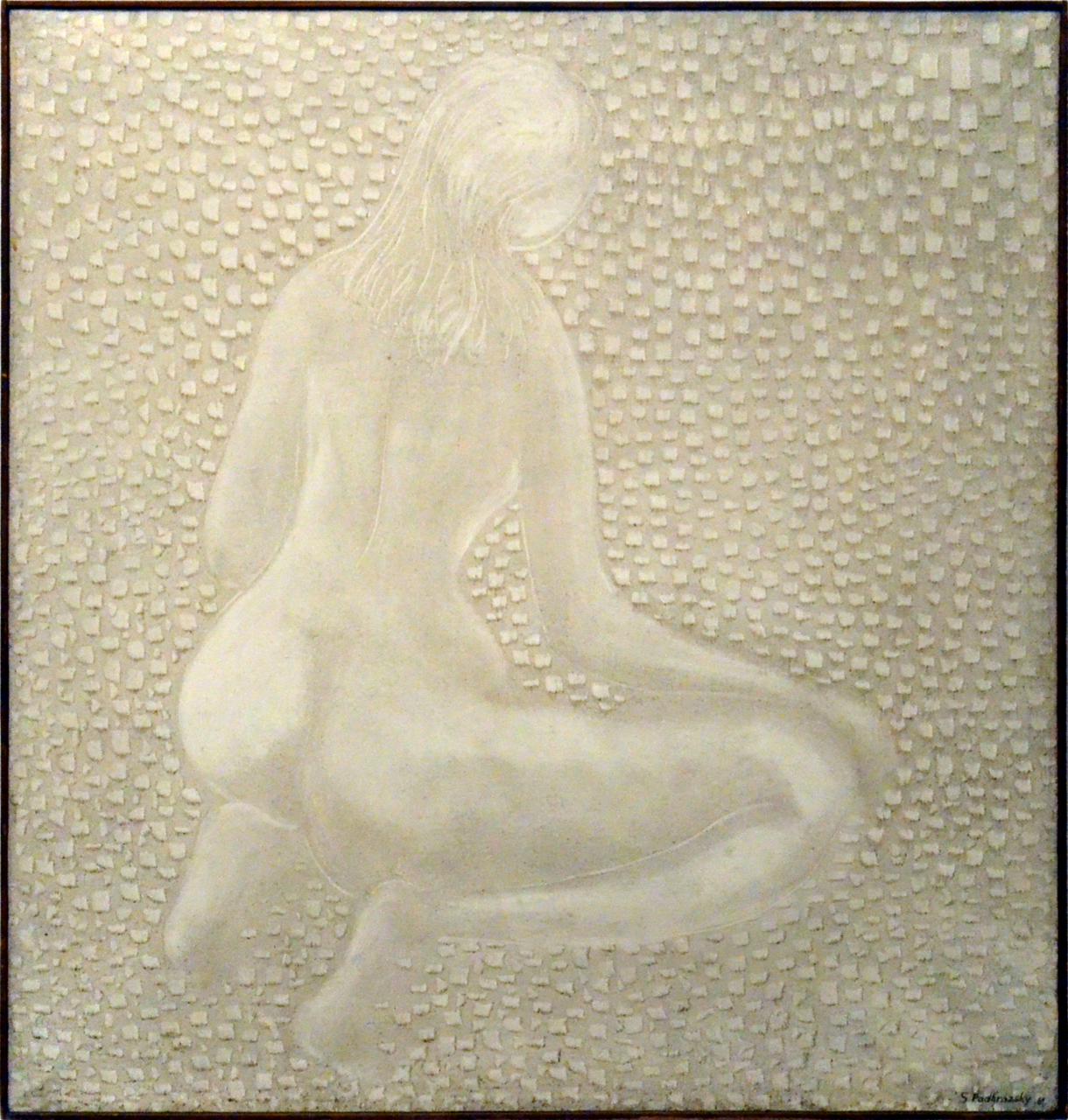
Klečící akt (1961), olej
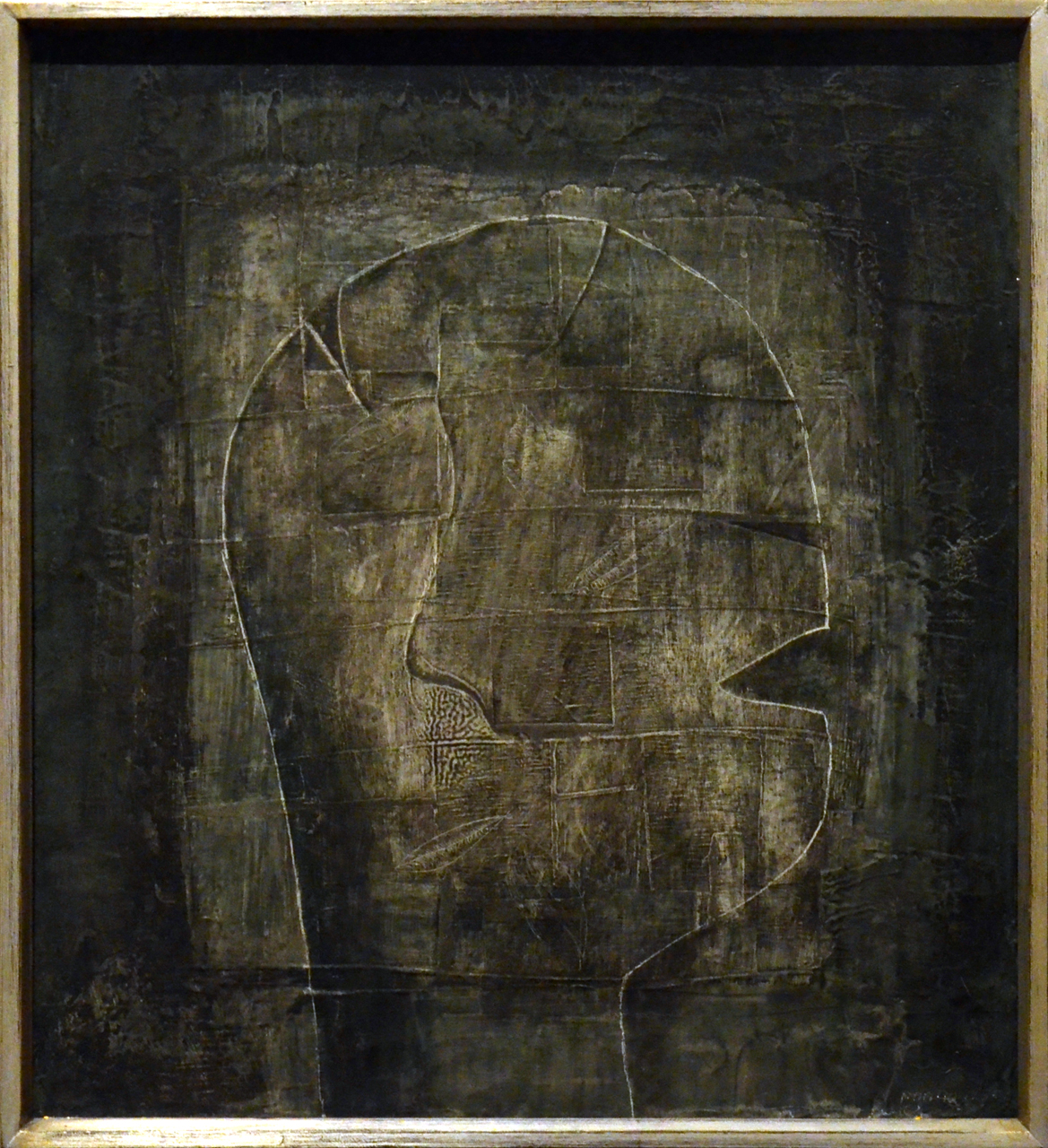
Hlava (1962), olej
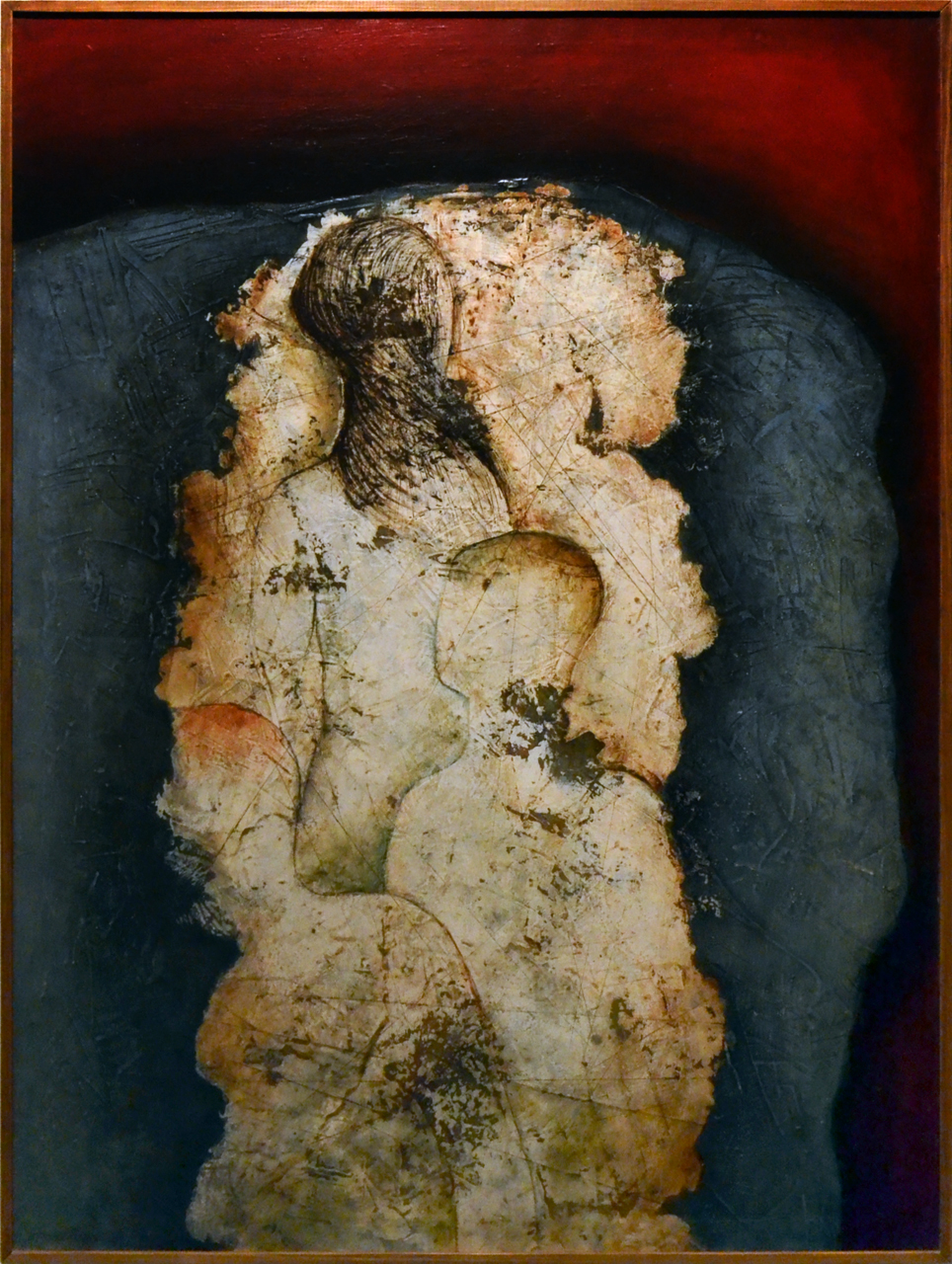
Uzel (1964), olej, Galerie umění Karlovy Vary

V letech 1963-1964 se opakovaně vracel k postavě ženy ležící v krajině. V této skupině obrazů zachycuje archetypální představy o matce - zemi, která představuje vazbu k pozemskému i nadzemskému a výtvarnými prostředky poukazuje k hlubinám přirozenosti lidské existence (Ležící akt, 1964). Obraz Ležící II (1964) je přímou parafrází románského reliéfu (Gislebertus, 1130), zobrazujícího ležící Evu.
V uvolněné atmosféře konce šedesátých let kreslí Podhrázský sérii aktů a mileneckých dvojic, ale jeho erotická témata nejsou explicitní a zachovávají cudnost (Svlékání, 1970). Podhrázského se prakticky nedotkla vlna nové figurace z první poloviny 60. let a na české scéně působil svým příklonem ke klasickému pojetí krásy a emotivní intenzitě renesančního umění jako solitér. Námětový okruh jeho malířského díla má nejblíže k Balthusovi. Ústředním tématem jeho maleb zůstal i v 70. letech člověk, často nejbližší rodina (Jarmila, 1960, Jana se džbánky, 1965). Postavy umisťoval do abstraktních krajin postrádajících hloubku, které jsou samy metaforou oblin lidského těla nebo porostu rozhrnujícího se do hlubin lidské erotiky (Milenci, 1969).
V sedmdesátých a osmdesátých letech se v obrazech často objevují zvířata, některé motivy obrazů souvisejí přímo s tehdejšími kresbami Podhrázského pro fasádu zámku v Litomyšli (Dívka s koněm, 1976). 

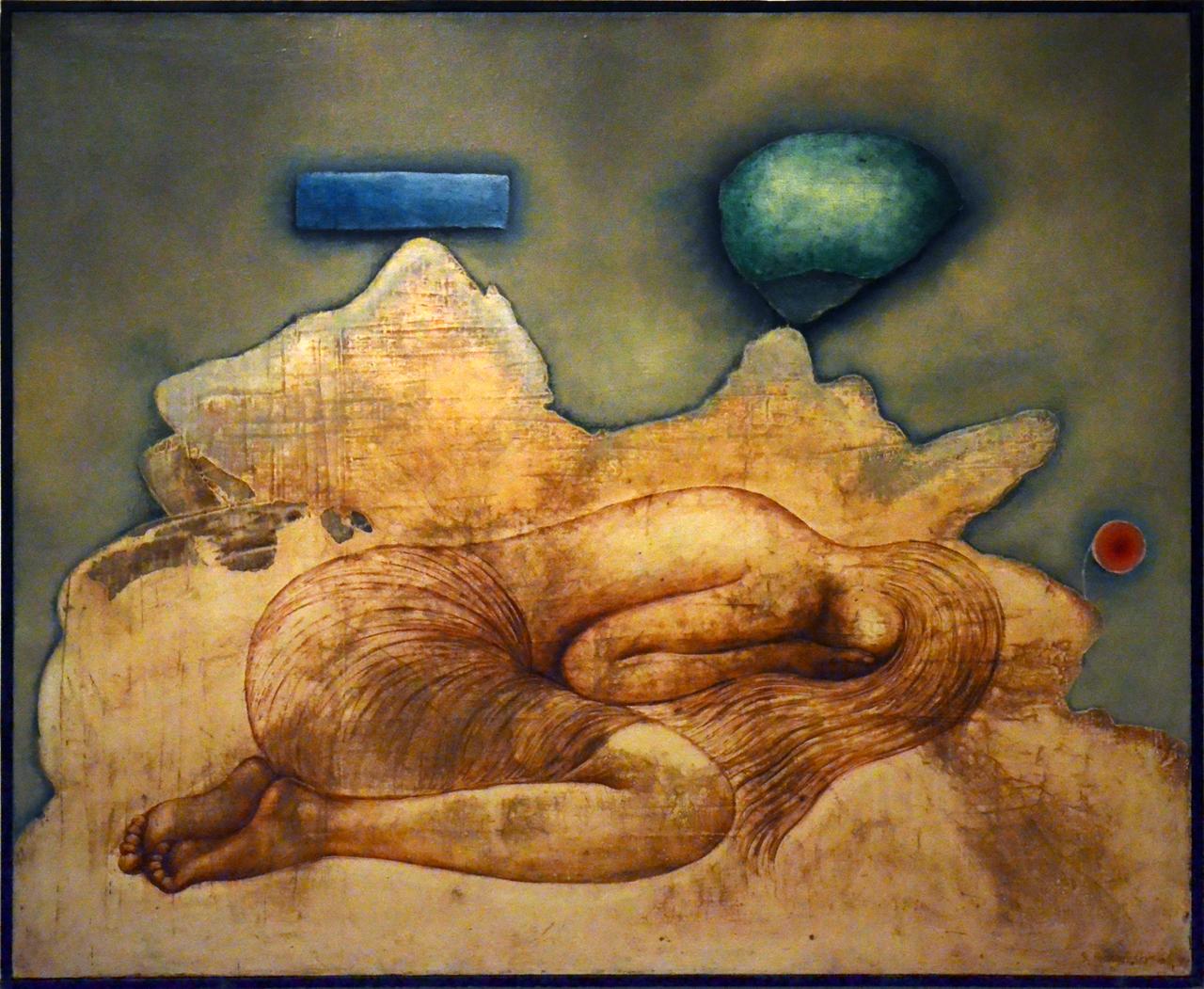
Ležící akt (1964), olej, email, Národní galerie Praha
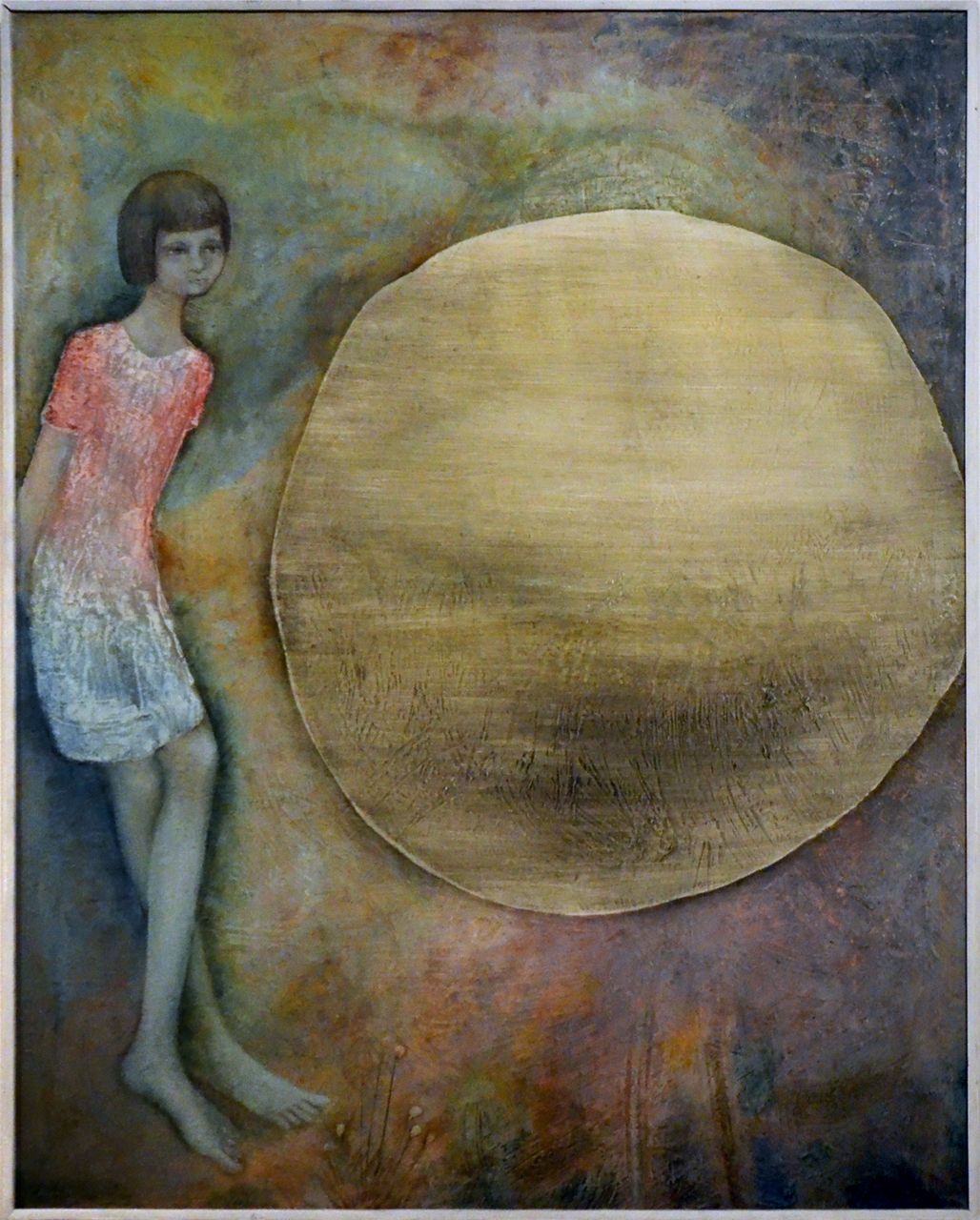
Jana (1966), olej
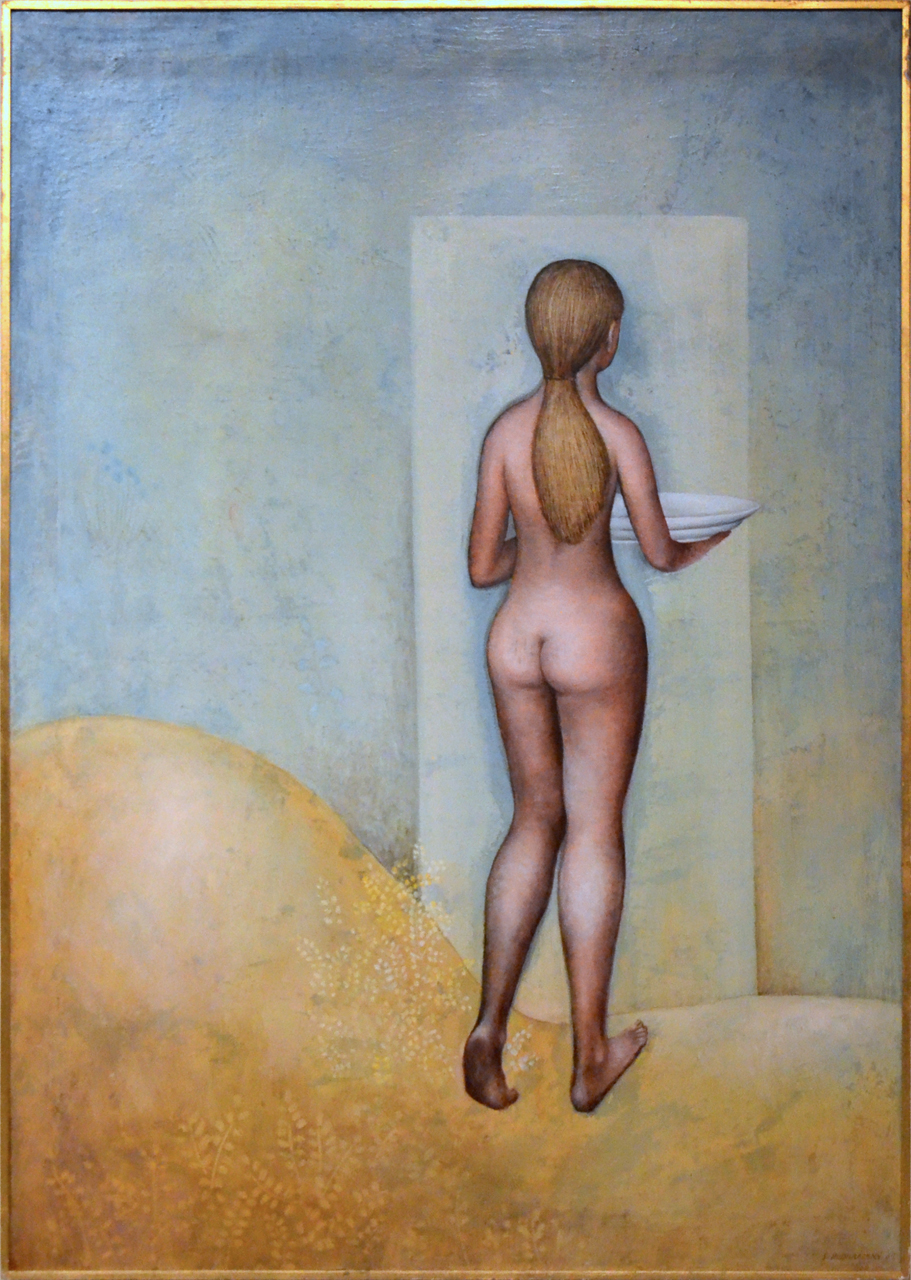
Posluchačka (1969), olej
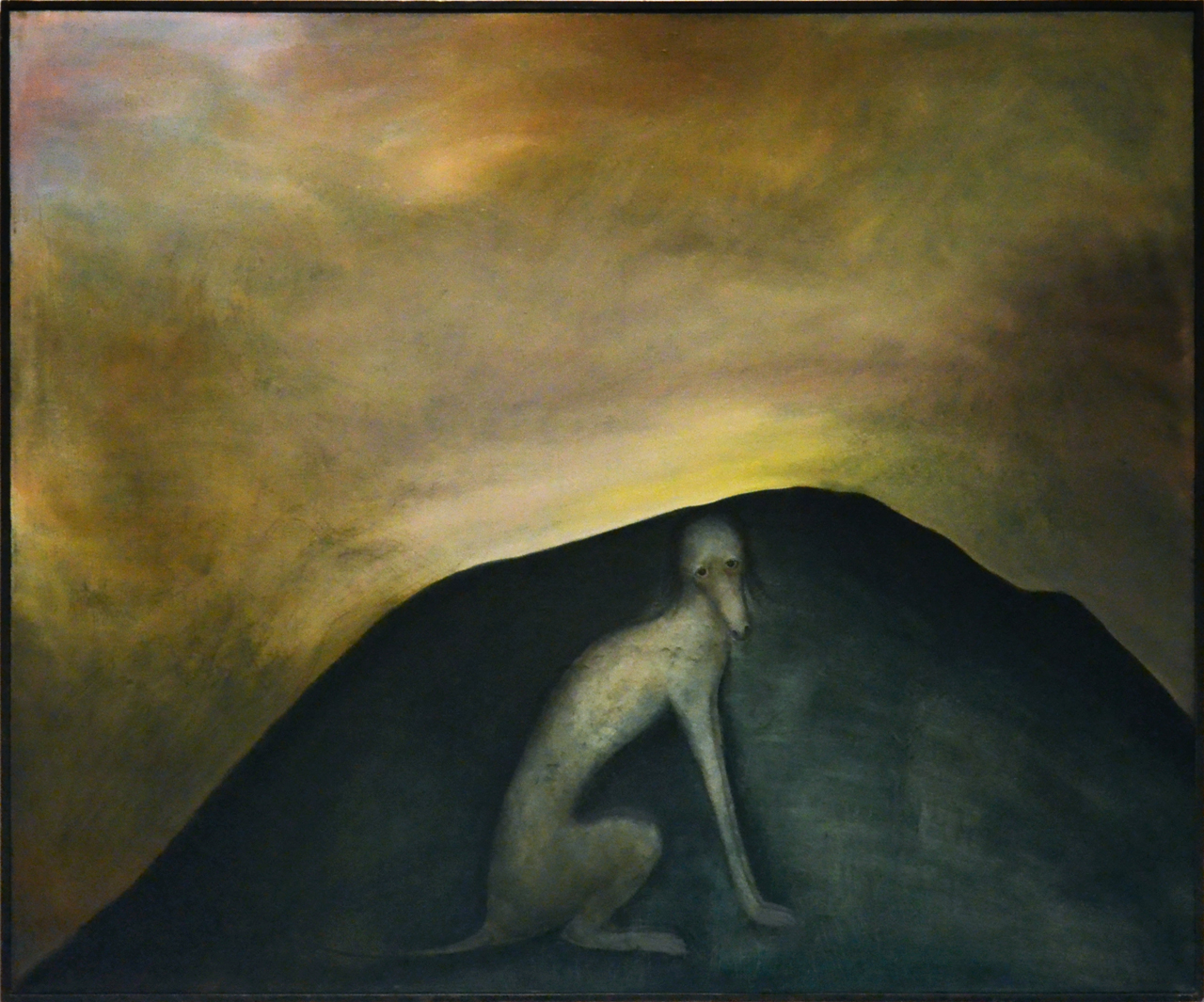
Pes Filip (1966), olej, Národní galerie Praha
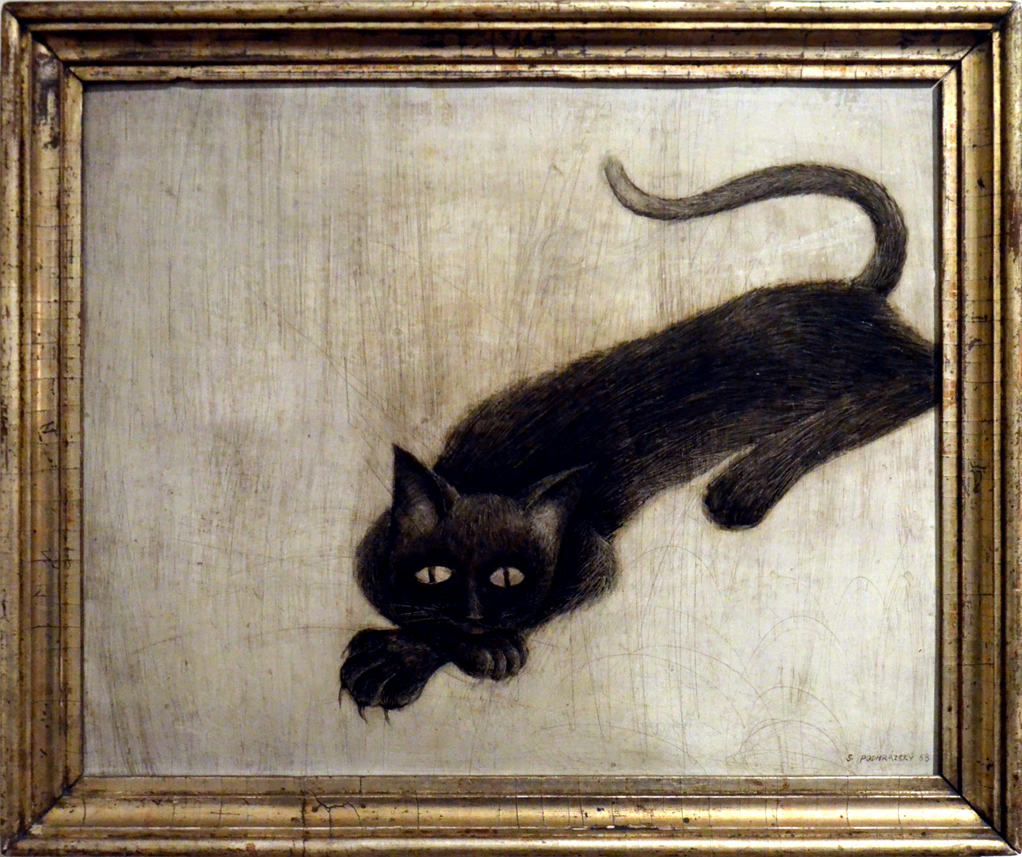
Kočka žrout (1968), olej
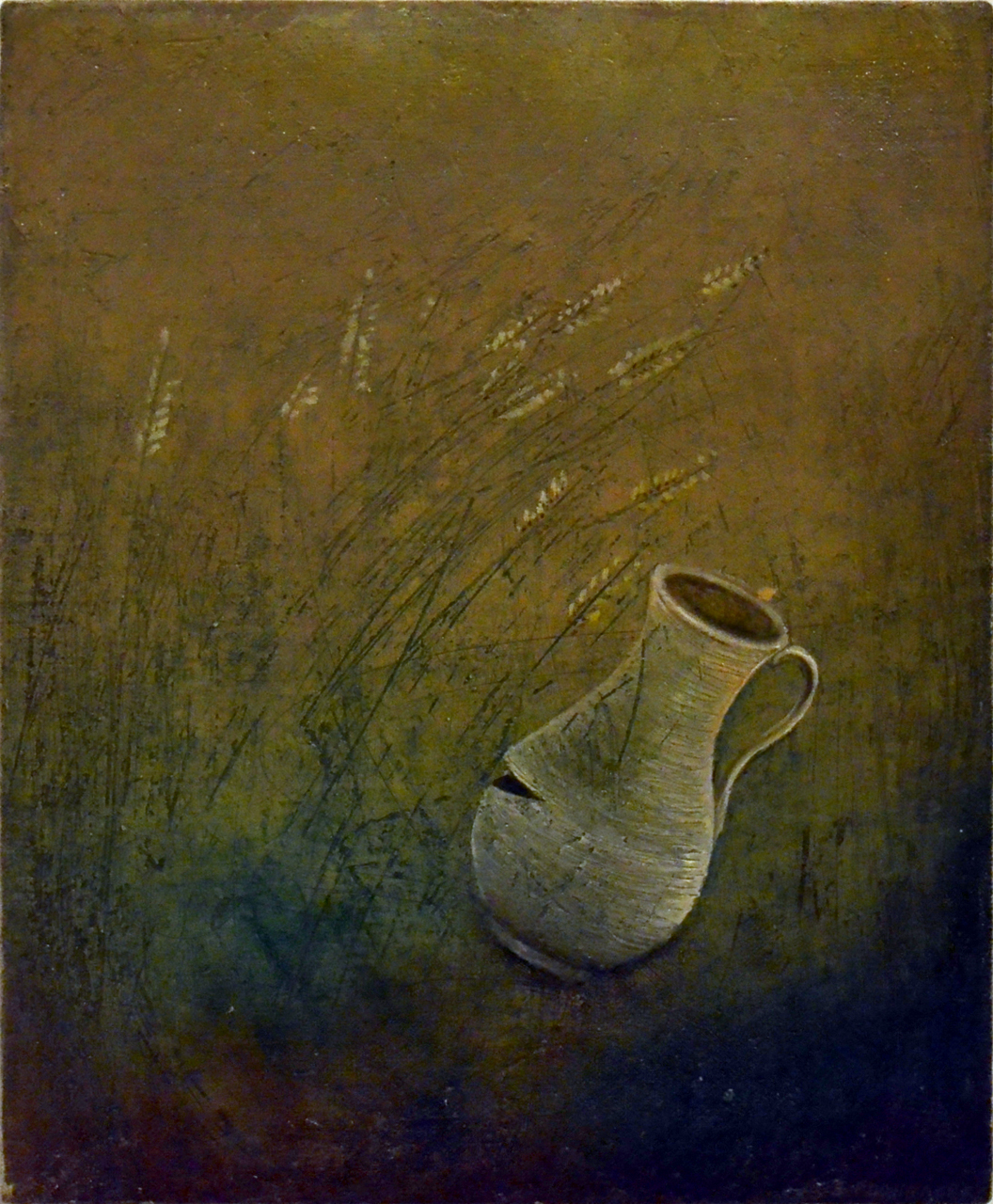
Džbán (1971)
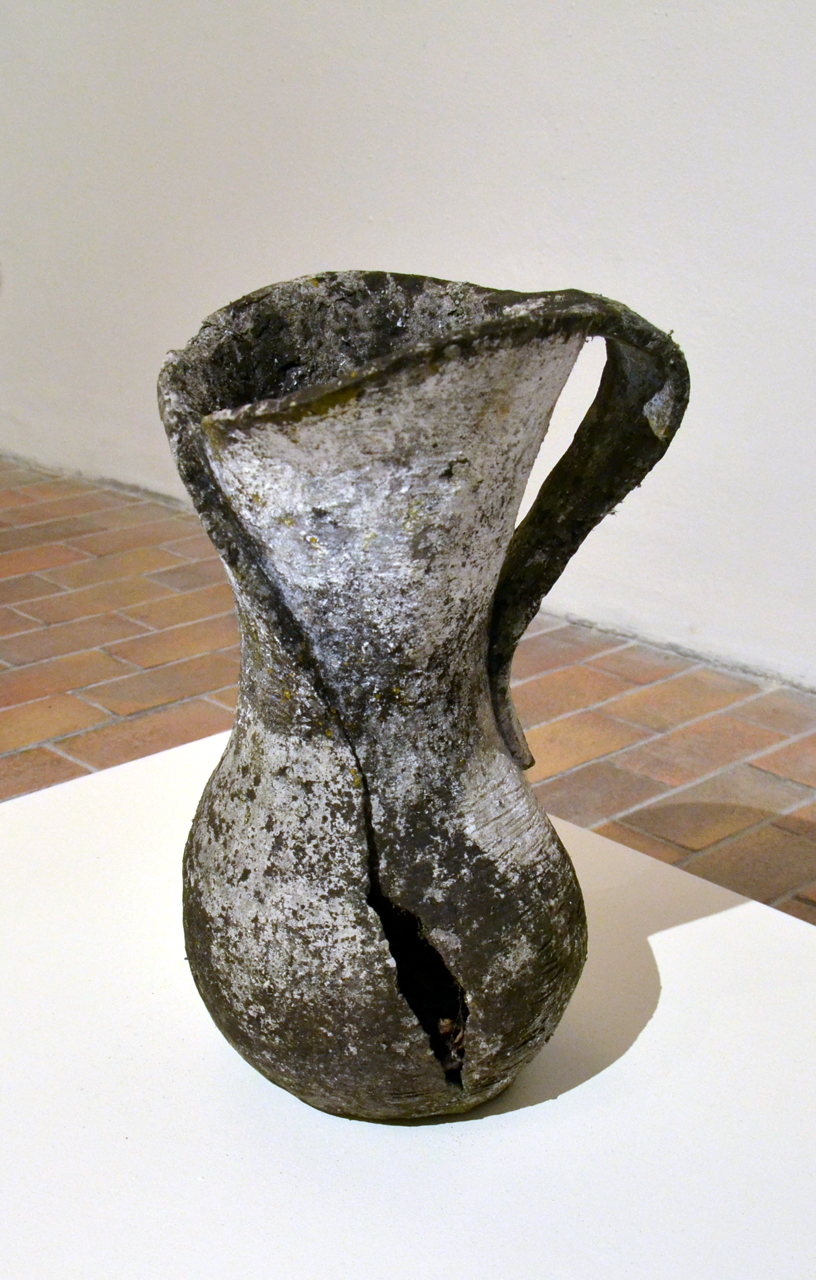
Džbán

### Restaurátorská činnost, fresky
V 50. letech bylo restaurování sgrafitových omítek na Slovensku a v jižních Čechách pro Podhrázského prostředkem obživy. Uplatnil zde svůj řemeslný fortel získaný v malířské škole E. Dvířky i zednické zkušenosti získané od otce.
Roku 1973 opravoval se Zdeňkem Palcrem hlavní portál zámku v Litomyšli a jízdárnu. Následujícího roku bylo rozhodnuto o celkové opravě renesančních fasád zámku. Ta vyžadovala doplnění chybějících a poničených renesančních sgrafit a nabídla Podhrázskému možnost vytvořit zcela nové velkoformátové kresby. Lákalo ho zvládnout velké plochy, z nichž největší měla rozměr 8 × 3,5 m. Sám v rozhovoru potvrdil, že při této práci osobně hodně získal a jemný podklad sgrafitové omítky pro kresbu považoval za ideální. Uplatnil zde znalost renesančního malířství i vlastní svobodnou invenci. Podhrázského autorským dílem je například celá rekonstruovaná fabionová římsa s lunetami, která byla znovu vyzděna po snesení barokních úprav, a rovněž více než 90 % motivů zrcadel nově vytvořených sgrafitových psaníček. Rekonstrukce Zámku Litomyšl byla oceněna zapsáním do seznamu světových památek UNESCO.

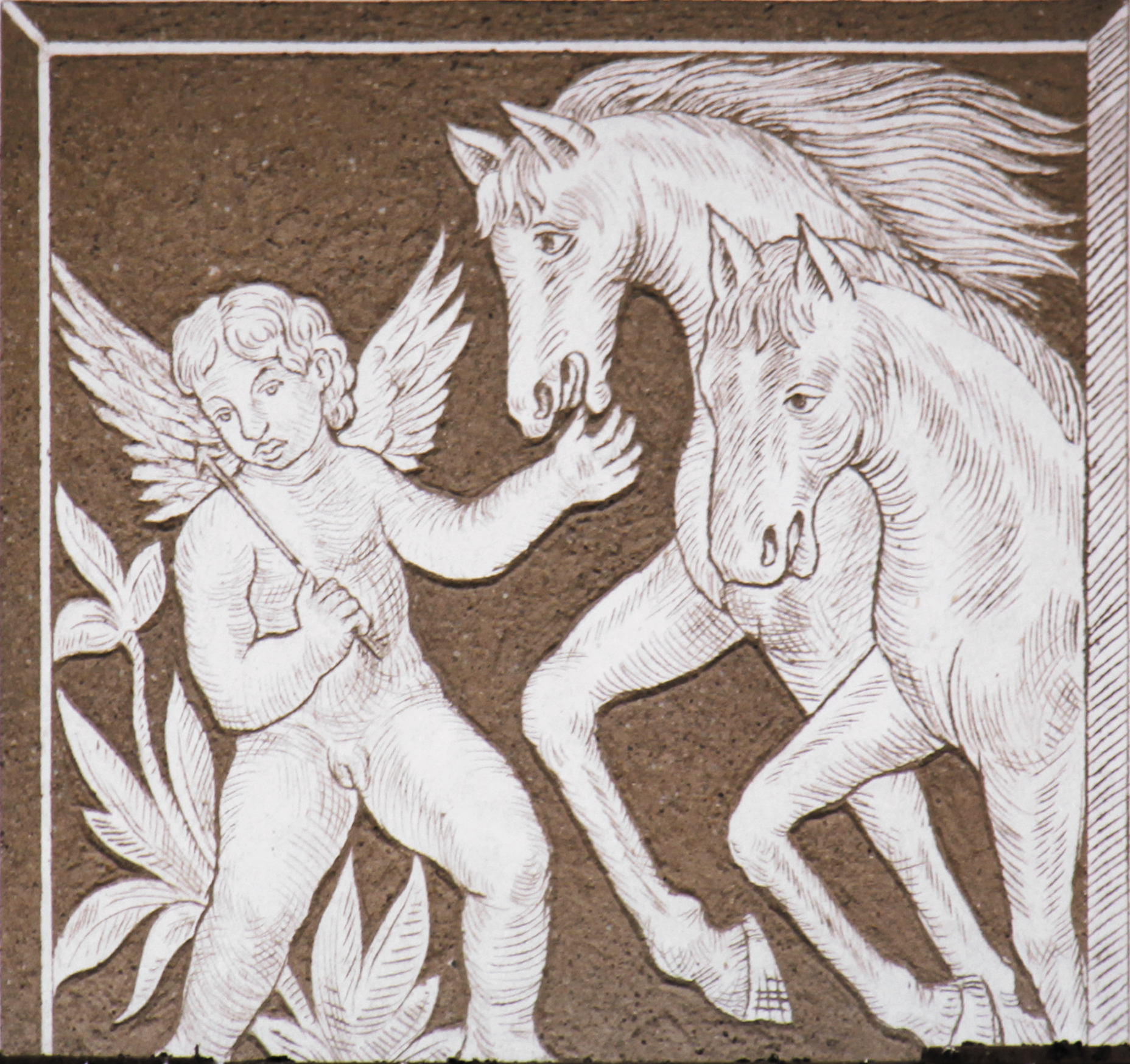
Amor, sgrafito, Zámek Litomyšl
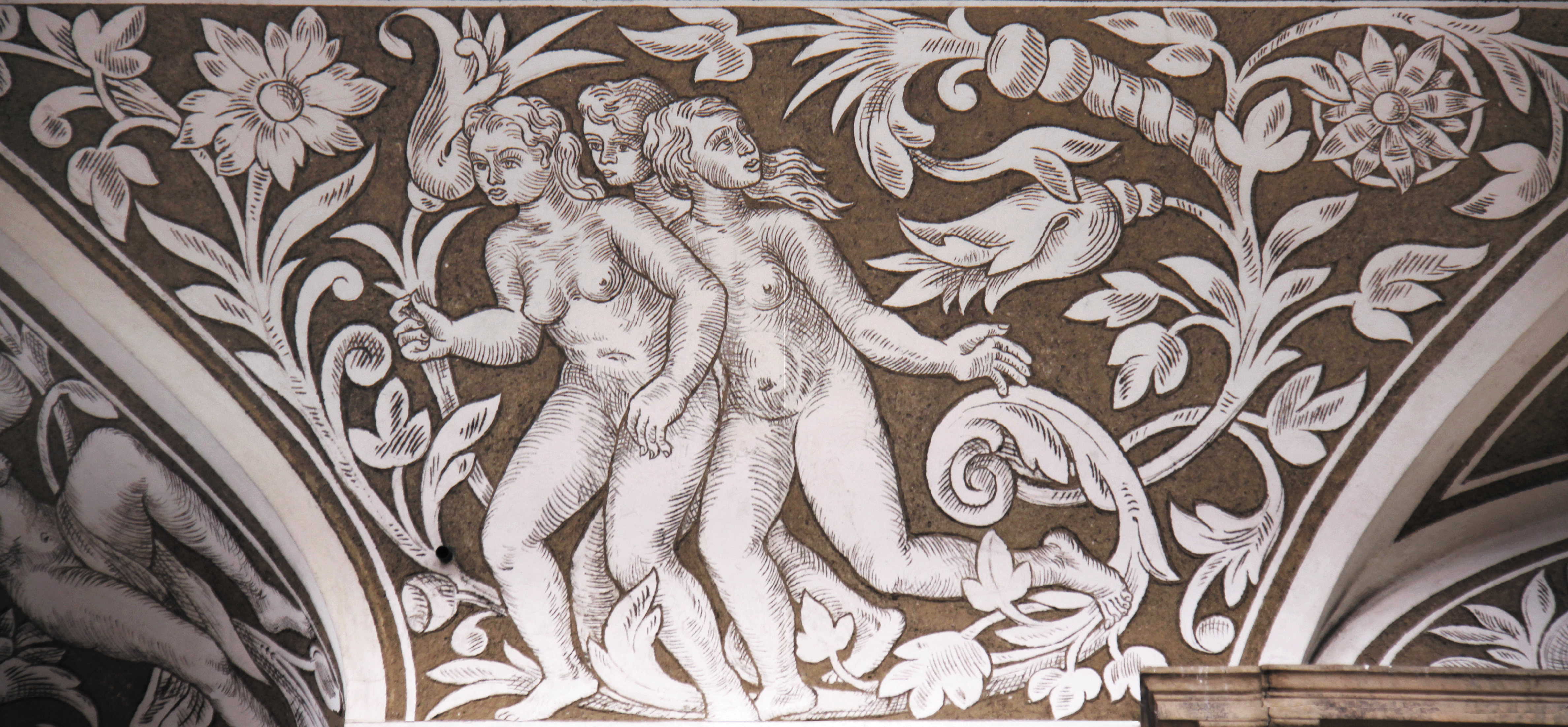
luneta II, sgrafito, Zámek Litomyšl
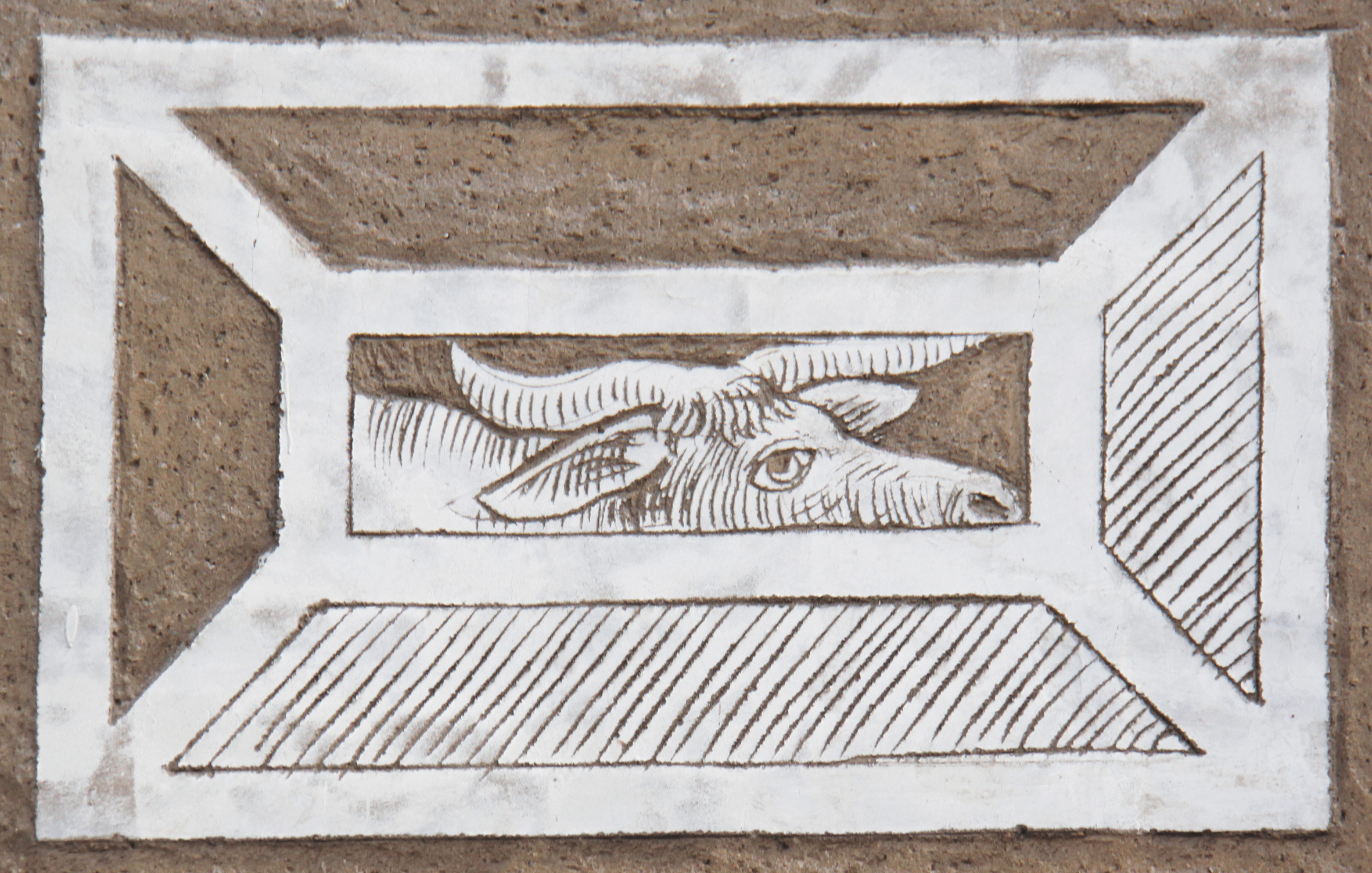
psaníčkové sgrafito IV, Zámek Litomyšl
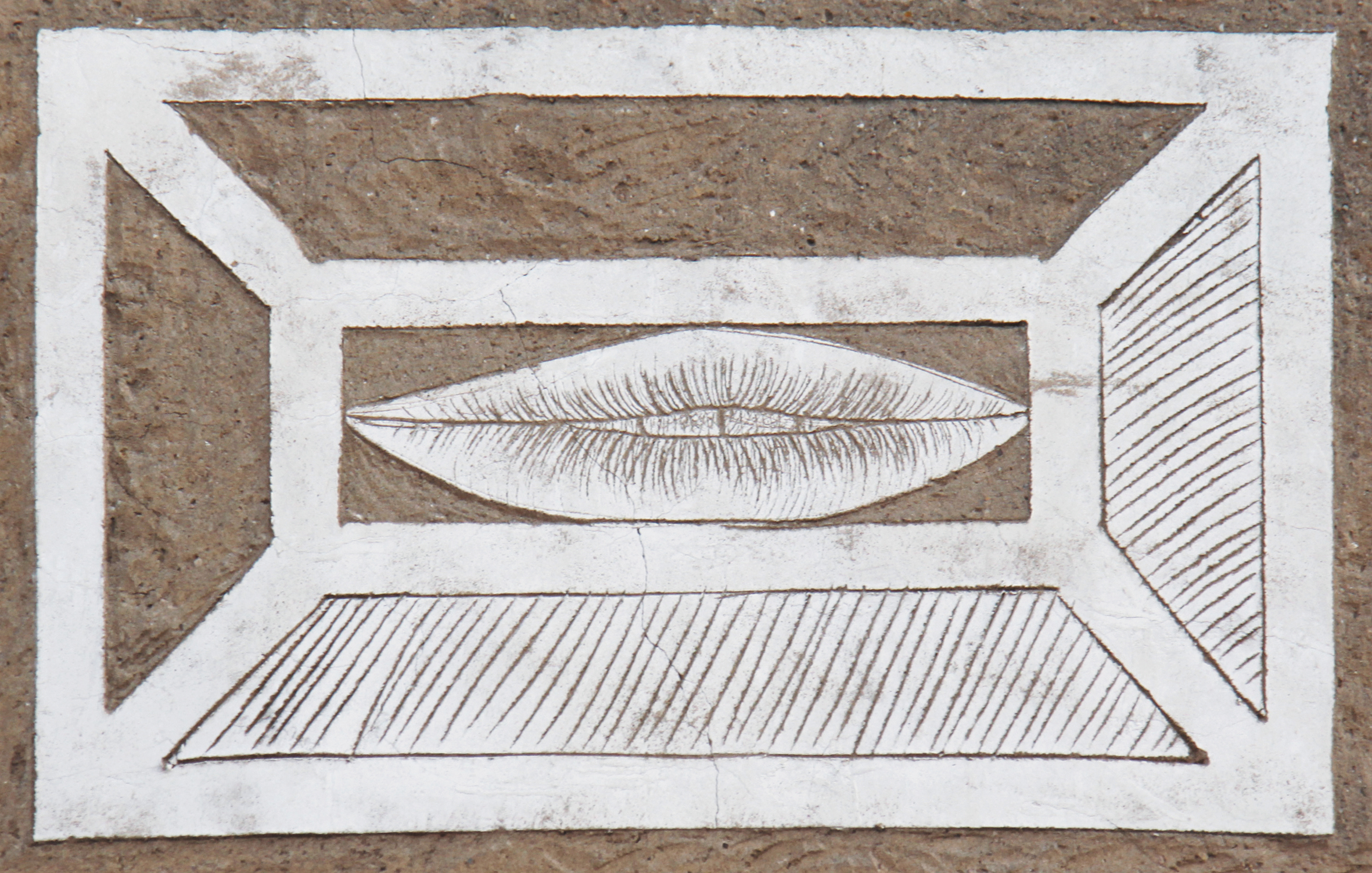
psaníčkové sgrafito V, Zámek Litomyšl

Roku 1977 realizoval Podhrázský s arch. V. Palou rozsáhlou fresku v hlavním sále obřadní síně v Luhačovicích. Na ploše 3 × 15 m vytvořil sérii stylizovaných lidských tváří. Další předlohy sgrafit (Le Murate, Florencie, Staroměstská radnice) pro arch. V. Rudiše se nerealizovaly.

### Amatérské filmy
Podhrázský se na přelomu 40. a 50. let zajímal o film a spolu s Miloslavem Chlupáčem natáčel grotesky inspirované Charlie Chaplinem. Ve filmu "Milá sedmi loupežníků" účinkovala jeho první žena Olga Milotová a spolužák Josef Lehoučka. Dění příběhů se odehrávalo v bytě, resp. ateliéru Stanislava Podhrázského v Tomášské ulici v Praze. Další grotesky natáčeli během zimních pobytů v chatě na Liščí hoře v Krkonoších. Tragiku 50. let ironicky převraceli v krátkých situačních scénkách tematizujících zápas o holý život, s prvky černého humoru.
Dcera Stanislava Podhrázského a Olgy Milotové je režisérka Jana Chytilová, která se ve své televizní tvorbě profesionálně věnuje výtvarnému umění.

### Zastoupení ve sbírkách
- Národní galerie Praha
- Centre Georges Pompidou
- Muzeum Narodowe, Wrocław
- Galerie hlavního města Prahy
- České muzeum výtvarných umění v Praze (v současnosti GASK)
- Galerie moderního umění v Roudnici nad Labem
- Alšova jihočeská galerie v Hluboké nad Vltavou
- Galerie umění Karlovy Vary
- Galerie moderního umění v Hradci Králové
- Východočeská galerie v Pardubicích
- Galerie Klatovy-Klenová
- Oblastní galerie Liberec
- Muzeum umění Olomouc
- soukromé sbírky doma a v zahraničí

### Výstavy (výběr)

#### Autorské
- 1966 Galerie bratří Čapků, Praha
- 1966 Obrazy 1962–66, Galerie Jaroslava Krále, Brno
- 1969 Obrazy a kresby, Galerie Václava Špály, Praha
- 1969 Krajská galerie, Hradec Králové, Státní galerie výtvarného umění v Chebu
- 1971 Obrazy, kresby, Galerie umění Karlovy Vary
- 1972 Severočeská galerie výtvarného umění v Litoměřicích,
- 1982 Obrazy – kresby, Městské kulturní středisko, Dobříš
- 1991 Výběr z díla, Galerie Nová síň, Praha
- 1995 Státní galerie výtvarného umění v Náchodě, Galerie moderního umění v Roudnici nad Labem
- 2001	Stanislav Podhrázský: Milenci (Vzpomínkové odpoledne), Galerie Zdeněk Sklenář, Praha
- 2001	Stanislav Podhrázský: 1920–1999, Zámek Litomyšl, ČMVU, Výstavní síň Husova 19–21, Praha
- 2010/2011 Podhrázský, Galerie Zdeněk Sklenář, Praha
- 2013/2014 Neklidná krása, GHMP, Dům U Kamenného zvonu, Praha
- 2023/2024 Stanislav Podhrázský a přátelé, GASK, Kutná Hora, kurátorka: Adriana Primusová[33]

#### Společné
- 1957 Mladé umění / Tvůrčí skupina Máj 57, Obecní dům, Praha
- 1958/59 Umění mladých výtvarníků Československa 1958. Obrazy a plastiky, Jízdárna Pražského hradu, Dům umění města Brna
- 1958 2. výstava Skupiny Máj 57, Palác Dunaj, Praha
- 1960 Zdeněk Palcr, Stanislav Podhrázský, Alšova síň Umělecké besedy, Praha
- 1961 Tvůrčí skupina Máj, Poděbrady
- 1964 Tvůrčí skupina Máj, Galerie Nová síň, Praha
- 1965	5. Biennale Internazionale d'Arte Contemporanea della Repubblica di San Marino
- 1965	Objekt, Galerie Václava Špály, Praha
- 1965 Małarstwo a rzeźba z Pragi, Krakov
- 1966	Jarní výstava 1966, Mánes, Praha
- 1966 Aktuální tendence českého umění. Obrazy, sochy, grafika, Praha
- 1967 Mostra d'arte contemporanea cecoslovacca, Castello del Valentino, Torino
- 1967 Fantasijní aspekty současného českého umění, Oblastní galerie Vysočiny v Jihlavě, Galerie Václava Špály, Praha
- 196 Obraz 67. Celostátní výstava současné malířské tvorby, Moravské uměleckoprůmyslové muzeum, Brno
- 1968 Počátky generace, Galerie Václava Špály, Praha
- 1968 300 malířů, sochařů, grafiků 5 generací k 50 létům republiky, Praha
- 1969 	Tschechische Malerei des 20. Jahrhunderts, Ausstellungsräume Berlin 12, Berlín
- 1969 Obraz 69. Celostátní výstava současné malířské tvorby, Moravské uměleckoprůmyslové muzeum, Brno
- 1978 	Pittura céca contemporanea, Palazzo del Monte, Padova
- 1980 	Zeitgenössische Kunst aus der Tschechoslowakei, Wessenberghaus, Konstanz
- 1983 	Dessins tchèques du 20e siècle, Centre Pompidou, Paříž
- 1984 	Česká kresba 20. století ze sbírek Alšovy jihočeské galerie, AJG v Hluboké nad Vltavou
- 1986 	Václav Boštík, Zdeněk Palcr, Stanislav Podhrázský, Olbram Zoubek, Galerie Josefa Matičky, Litomyšl
- 1989	Restaurátorské umění 1948–1988, Mánes, Praha
- 1990 Výtvarné tendence, Středočeská galerie, Praha
- 1991	Šedá cihla 78/1991, Dům umění města Opavy, Galerie U Bílého jednorožce, Klatovy
- 1992 České výtvarné umění 1960–1990, Středočeská galerie, výstavní síně, Praha
- 1994 Z českého výtvarného umění, Zámek Litomyšl
- 1994	Ohniska znovuzrození, Městská knihovna, Praha
- 1996	Umění zastaveného času / Art when time stood still, Česká výtvarná scéna 1969–1985, Praha, Brno, Cheb
- 1999/2000 Umění zrychleného času. Česká výtvarná scéna 1958 - 1968, Praha, Cheb
- 2000/2001 100 + 1 uměleckých děl z dvacátého století / 100 + 1 Art Works of the Twentieth Century, Dům U Černé Matky Boží, Praha
- 2001 Bilance II. Obrazy a sochy, Galerie umění Karlovy Vary
- 2002	Černá a bílá, Muzeum v Bruntále, Městské muzeum a galerie, Svitavy, Galerie Šternberk
- 2004/06 Šedesátá / The sixties ze sbírky Galerie Zlatá husa v Praze, Dům umění města Brna, Galerie umění Karlovy Vary
- 2005 	Opojná plasticita a ztělesnění duchovního světa, Figura v českém sochařství 20. století, Mánes, Praha
- 2007 Od sochy ... České sochařství 2. poloviny 20. století ze sbírek Galerie Klatovy / Klenová, Galerie U Bílého jednorožce, Klatovy
- 2007	Skupina Máj 57, Pražský hrad, Císařská konírna, Praha
- 2010 Roky ve dnech. České umění 1945–1957, Městská knihovna, Praha

### Monografie
- Jan Kříž, Helena Zemanová: Stanislav Podhrázský 1920-1999, České muzeum výtvarných umění, Praha 2001, ISBN 80-7056-097-5
- Marie Klimešová (ed.), Stanislav Podhrázský, Arbor vitae, Řevnice 2013, ISBN 978-80-7467-037-4.
- Adriana Primusová, Stanislav Podhrázský a přátelé / and Friends, GASK Kutná Hora 2023, ISBN 978-80-7056-245-1

### Katalogy, výběr
- Stanislav Podhrázský, text Jan Kříž, SČVU, Praha 1966
- Stanislav Podhrázský : obrazy z let 1962–66'', text Alena Konečná, Český fond výtvarného umění, Brno 1966
- Stanislav Podhrázský, text Jaromír Zemina, Svaz čs. výtvarných umělců, Praha 1969
- Stanislav Podhrázský: obrazy, kresby, text Bohumír Mráz, Galerie umění Karlovy Vary 1971
- Stanislav Podhrázský, text Jaromír Zemina, GVU Litoměřice 1972
- Stanislav Podhrázský: obrazy – kresby, Dobříš, text Vladimíra Eidernová, Marie A. Černá, Dílo – ČFVU, Praha 1982
- Stanislav Podhrázský : výběr z díla, text Jan Kříž, Nová síň, Praha 1991
- Stanislav Podhrázský, text Jan Kapusta ml., Státní galerie v Náchodě 1995, ISBN 80-85057-45-X.

### Sborníky, kolektivní katalogy (výběr)
- Tvůrčí skupina Máj, Galerie Nová síň, Praha 1964
- Vª biennale internazionale d´arte contemporanea della Repubblica di San Marino, San Marino 1965
- Mostra d'arte contemporanea cecoslovacca, Torino 1967
- Němec J, Współczesna plastyka z Pragi, Sopoty 1967
- 300 malířů, sochařů, grafiků 5 generací k 50 letům republiky, Svaz československých výtvarných umělců, Praha 1968
- Linhartová V, Houdek B: Hluboká 1968: Umění 1900-1968 (Obrazy, plastika, grafika, 2. díl), Alšova jihočeská galerie v Hluboké nad Vltavou (AJG) 1968
- Künstlergruppe arche mit 10 Malern aus Prag, Hameln, Dortmund 1968
- Dvořák J, Kohoutek J, Tschechische Malerei des 20. Jahrhunderts, Ausstellungsräume Berlin 12, Berlín 1969
- Mrázová M, Pittura céca contemporanea, Padova 1978
- Mrázová M, Leiner U, Zeitgenössische Kunst aus der Tschechoslowakei, Wessenberghaus, Konstanz 1980
- Hermansdorfer M, Ojrzyńska J, Wspołczesna sztuka czeska. Kolekcja Janiny Ojrzyńskiej, Muzeum Narodowe we Wrocławiu 1984
- Šedá cihla : 78/1985, Jazzová sekce, Praha 1985
- Hlobil I a kol., Restaurátorské umění 1948-1988, Mánes, Praha 1989
- Chalupecký J, Nové umění v Čechách, H&H, Edice Ars pictura, sv. 1., Jinočany 1994, ISBN 80-85787-81-4
- Neumann I, Potůčková A (eds.), Umění zastaveného času / Art when time stood still, Česká výtvarná scéna 1969–1985, kat. 268 s., č., ang., ČMVU, Praha 1996, ISBN 80-7056-050-9
- Potůčková A (ed.), Umění zrychleného času, Česká výtvarná scéna 1958–1968, kat. 147 s., č., ang., ČMVU Praha 1999, ISBN 80-7056-068-1
- Juříková M, Železný V, Šedesátá / The sixties, 414 s., cs, en, Galerie Zlatá husa, Praha 2004, ISBN 80-239-3406-6
- Klimešová M, Primusová A, Skupina Máj 57. Úsilí o uměleckou svobodu na přelomu 50. a 60. let, Správa Pražského hradu, Praha 2007, ISBN 978-80-903876-1-4
- Klimešová M, Roky ve dnech : české umění 1945–1957, Arbor vitae Řevnice, Galerie hlavního města Prahy 2010, ISBN 978-80-87164-35-8
- Musilová H, Vachtová L, Anatomie skoku do prázdna / The Anatomy of a Leap into the Void (Rok 1968 a výtvarné umění v Československu / The Year 1968 and Art in Czechoslovakia), Západočeská galerie v Plzni, Plzeň 2018, ISBN 978-80-88027-26-3

### Encyklopedie
- Anděla Horová (ed), Nová encyklopedie českého výtvarného umění N-Ž, 558 s., Academia, nakladatelství Akademie věd České republiky 1995, ISBN 80-200-0522-6
- Slovník českých a slovenských výtvarných umělců 1950–2003 (XI. Pau – Pop), Výtvarné centrum Chagall, Ostrava 2003

### Diplomová práce
- KŘENKOVÁ, Hana. Stanislav Podhrázský: Otrokem tajemství. Praha, 2007. 163 s. Diplomová práce. Vedoucí práce prof. PhDr. Vojtěch Lahoda, Csc. Oponent PhDr. Marie Klimešová, Ph.D. Filozofická fakulta UK, Ústav pro dějiny umění. Id: 000941405

### Články
- Toužil jsem hlavně to umět (rozhovor V. Koubové se S. Podhrázským), Revolver Revue 24, 1993, s. 54 on line